# 第28SS義勇擲弾兵師団
第28SS義勇擲弾兵師団「ヴァロニェン」(ワロン第1)（独: 28. SS-Freiwilligen-Grenadier-Division „Wallonien“ (wallonische Nr. 1)）は、第二次世界大戦期のナチス・ドイツ武装親衛隊の師団。ベルギー王国ワロン地域（フランス語圏）の住民であるワロン人のうち、ドイツ軍に所属して共産主義（ソビエト連邦）と戦うことを志願した義勇兵によって構成されていた。師団長はベルギーのカトリック系反共主義ファシズム政党「レクシズム」 (fr:Rexisme) の指導者レオン・デグレル）。
師団の原点である「ワロニー部隊」（Légion Wallonie）は1941年10月から第373ワロン歩兵大隊（Wallonische Infanteriebataillon 373）としてドイツ国防軍（ドイツ陸軍）に所属し、1942年秋まで東部戦線に従軍。1943年6月に陸軍から武装親衛隊に移籍し、7月にSS突撃旅団「ヴァロニェン」（SS-Sturmbrigade „Wallonien“）と改称。1943年秋から1944年2月まで第5SS装甲師団「ヴィーキング」の麾下部隊としてウクライナ・チェルカースィ戦線（コルスン包囲戦）でパルチザンやソビエト赤軍と死闘を繰り広げた。
1944年春から旅団は再編制に着手したが、7月末に旅団の一部によって臨時編制された「ヴァロニェン」戦闘団（Kampfgruppe Wallonien）が1944年8月のエストニア戦線に投入された。そして1944年秋に旅団は第28SS義勇擲弾兵師団「ヴァロニェン」(ワロン第1)へと昇格し、独ソ戦末期の1945年2月から終戦に至るまでポメラニア戦線～オーデル川西岸でソビエト赤軍と戦い続けた。
なお、名称こそ師団であるがその戦力は旅団規模に過ぎなかった。

## ワロン人義勇兵部隊創設の背景

### レオン・デグレルとレクシズム

ベルギー王国ワロン地域

レクシズムの党旗

1930年代、ベルギー王国のフランス語圏であるワロン地域で大小様々な規模のファシズム団体が発足した。その中でも特に名を馳せたのが、カトリック系出版社の経営者レオン・デグレルが1935年11月2日に活動を開始したレクシズム（Rexisme）という反共政治団体であった。レクシズムはドイツにおける国家社会主義ドイツ労働者党（ナチス）の隆盛ぶりに感化されてベルギー国内で同様の変化を求め、ワロン人の独立国家設立のために活動した。
1940年5月10日、ドイツが西方戦役の一環としてベルギー侵攻を開始した時、ベルギー当局はかねてから親独・親イタリア的であったデグレルをベルギーの潜在的な敵と見なし、彼を逮捕した。デグレルは同様に逮捕されたレクシズム関係者ともどもフランスへ送られ、そのうち21名が銃殺されたにもかかわらず、奇跡的にも処刑を免れた。後にデグレルはスペイン国境付近のル・ヴェルネ収容所（Vernet d'Ariège）に収監されたが、フランスがドイツに降伏した後の1940年7月20日にドイツ軍によって解放された。
ドイツ軍占領下のベルギーに戻ったデグレルはレクシズムの活動を再開し、ワロン人の独立のための活動に着手した。もっとも、デグレルの努力にもかかわらず、ドイツはゲルマン民族であるフラマン人（ベルギーのフランデレン地域の住民）の独立を支援していたため、非ゲルマン民族であるワロン人が主体のレクシズムを重要視していなかった。

### 「ワロニー部隊」

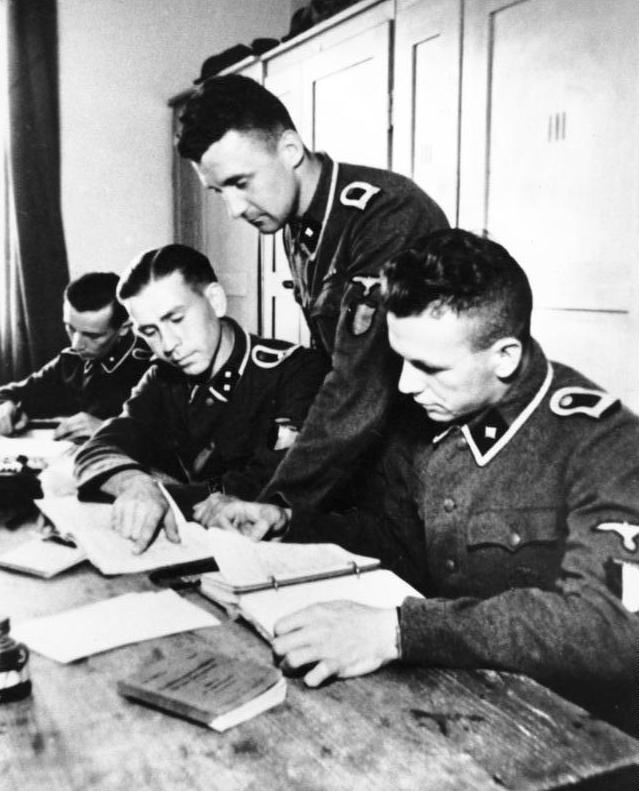
バート・テルツSS士官学校にて教育を受けるワロン人下士官

しかし、1941年6月22日にドイツ軍がソビエト侵攻作戦「バルバロッサ」を開始すると、7月初旬にベルリン当局はレクシズムに対し、ワロン人から成る反共義勇部隊の創設を許可した。そこでデグレルは7月20日の演説で自分自身も義勇部隊に参加し、共産主義と戦うことを宣言した。レクシズムの準軍事組織「FC」（Formations de Combat）の隊員が中心となった部隊は「ワロン義勇軍」（Corps Franc Wallonie）、後に「ワロニー部隊」（Légion Wallonie）と呼ばれた。
デグレルは将校として同義勇部隊に入隊する旨の希望を出していたが、彼には軍事的経験・知識が不足していたため、その願いはドイツ側に却下された。やむをえずデグレルは兵卒（兼レクシズム指導者）として部隊に加わり、部隊の指揮官には元ベルギー植民地軍の退役将校ジョルジュ・ジャコブ上級大尉（Captain-Commandant Georges Jacobs）が任命された。
1941年8月8日、860名のワロン人義勇兵が所属する部隊はブリュッセル北駅（Gare de Nord）から列車に乗り込み、基礎訓練のために東へ向かった。8月12日にはメゼリッツ（Meseritz、現ミエンジジェチMiędzyrzecz）に到着し、8月22日にはドイツ国防軍司令官としてのアドルフ・ヒトラーに忠誠を誓う宣誓式を執り行った（ちなみに、28日にはデグレル個人に対して忠誠を誓う宣誓式が執り行われた）。この時期のワロン人部隊の編制は次の通り。
1941年10月初旬、一通りの訓練を完了したワロン人義勇兵部隊は「第373ワロン歩兵大隊」（Wallonische Infanteriebataillon 373）としてドイツ陸軍に加わり、ウクライナで作戦行動中の南方軍集団（Heeresgruppe Süd）の所属となった。10月15日の時点で16名の将校と776名の下士官・兵が所属していた大隊は東進し、11月2日にドニエプロペトロフスク（Dniepropetrovsk）に結集した。

## 1942年2月 グロモヴァヤ＝バルカの戦い

### 1941年末～1942年初旬の冬
ドニエプロペトロフスクを出発した第373ワロン歩兵大隊は、ドイツ軍の進撃によってサマラ（Samara）地方の戦線後方に散らばったソビエト赤軍残存部隊やパルチザンの掃討活動を行うため、1941年11月中旬から1942年2月にかけては主に戦線後方での任務を割り当てられた。この時期のドイツ軍上層部はワロン大隊を戦闘部隊ではなく政治的な存在と見なしており、大規模な作戦に参加させることに躊躇していた。
1941年11月13日、パヴログラード（Pavroglad）におけるパルチザンとの戦闘で、大隊は初の戦死者を出した。また、12月1日にはグリチノ＝セロ（Grichino-Selo）で、第4中隊長ルネ・デュプレ大尉が地雷を踏み、ワロン人部隊の将校初の戦死者となった。
12月10日、第373ワロン歩兵大隊はドイツ陸軍第101猟兵（軽歩兵）師団（101. Jäger-Division）に配属され、アテモスク＝ゴルロフカ（Atemosk-Gorlowka）周辺のドイツ陸軍第3軍団（III. Armeekorps）の防衛線に組み込まれた。
この頃におけるロシア南部の凄まじい冬の気候は、不十分な訓練および不足がちな防寒衣類と相まって大隊に多くの人的損害を与えていた。50歳を超える老齢の隊員（大隊指揮官ジョルジュ・ジャコブ上級大尉および中隊長3名含む）は除隊し、ベルギーに帰国した。さらに、友軍であるドイツ軍将兵からのワロン人義勇兵に対する軽視や、大隊内でのレクシズム支持者とそうでない者との間の不仲も大隊の士気に好ましくない影響を与えていた。
1942年1月1日、除隊となった大隊指揮官ジョルジュ・ジャコブ上級大尉の後任として、B.E.M.（Breveté d'Etat-Major、「陸軍参謀大学卒業証書を所有する将校」）の元ベルギー陸軍将校ピエール・ポーリー大尉（Hptm. Pierre Pauly）が着任した。この時点における第373ワロン歩兵大隊の戦闘序列は次の通り。
1942年1月26日、ドニエプロペトロフスク近辺の防衛線に組み込まれていた第373ワロン歩兵大隊はサマラ川に向かって移動した。

### 2月28日 グロモヴァヤ＝バルカの戦い
1942年2月18日、第373ワロン歩兵大隊は赤軍の榴弾砲攻撃にさらされながらもグロモヴァヤ＝バルカ（Gromowaja-Balka）に到着し、村の占領に成功した。この村の防衛にあたり、大隊の各中隊は次の任務を割り当てられた。
- 第1中隊：村の東の坂道を防衛
- 第2中隊：村の北西部およびコルホーズを防衛
- 第3中隊：村の南西部を防衛
- 第4中隊：他の3個中隊の増援部隊として待機

大隊は村の外部に布陣するクロアチア軍1個砲兵連隊、SS「ゲルマニア」連隊（SS「ヴィーキング」師団の一部）と連携し、ソビエト赤軍の来襲に備えた（各防衛陣地は周囲に地雷を多数敷設していた）。
2月28日朝、10日間に渡るソビエト赤軍の砲撃によってワロン人大隊が9名の戦死者と45名の負傷者を出した後、ソビエト赤軍の2個歩兵連隊による攻撃が始まった。村の外の友軍部隊（SS「ゲルマニア」連隊）との連絡役を務めていたジョルジュ・リュエル上級曹長（Oberfeldwebel Georges Ruelle）の第3中隊第3小隊はソビエト赤軍の猛攻によって瞬く間に蹴散らされ、ワロン人大隊は外部との連絡を断たれてしまった。
赤軍は村の東部から最初の攻撃を開始したが、この攻撃は地雷原に阻まれて失敗したため、村の北部から大攻勢を開始した。この攻勢に直面した第2中隊は第4中隊重機関銃小隊からの援護射撃を受けつつ戦ったが、大量に押し寄せる赤軍兵によって陣地の維持は困難なものとなった。
午前7時30分、村の北西の突出部を防衛していた第2中隊第3小隊長カミーユ・ブラッスール曹長（Feldwebel Camille Brasseur）が戦死し、彼の小隊の陣地は赤軍に蹂躙された。その後、コルホーズに迫った赤軍部隊は第1中隊の一部が反撃を加えて進出を阻止したが、第2中隊はさらに第2小隊長マルセル・ニコラ上級曹長（Oberfeldwebel Marcel Nicolas）を失い、村の中心部まで後退した。第2中隊を駆逐した赤軍部隊は続いて第1中隊の陣地の後方から攻撃を加えたが、第1中隊の下士官ユベール・ヴァン・エゼ曹長（Feldwebel Hubert Van Eyzer）率いる反撃部隊がこれに立ち向かった。
午前8時、村の西部が危機に陥った。侵入した赤軍部隊によって20名が戦死、20名以上が負傷し、コルホーズが陥落した。そして第4中隊長アルトゥール・ブイズ中尉（Olt. Arthur Buydts）は村の中心部で繰り広げられた白兵戦の最中、彼が指揮する歩兵砲の隣で戦死した。
午前11時、グロモヴァヤ＝バルカ村を守る第373ワロン歩兵大隊の防衛線は著しく縮小していた。村に現れた赤軍の重戦車は砲撃でワロン人義勇兵を次々と死傷させ、第3中隊長レオポルド・ティス少尉（Lt. Léopold Thys）は大隊本部前に着弾した榴散弾の破片を浴びて戦死した。
これらソビエト赤軍の猛攻により、第373ワロン歩兵大隊が防衛するグロモヴァヤ＝バルカ村の大部分は午後までに陥落したが、大隊指揮官ポーリー大尉は生き残った部下を集めて反撃を行い、村の一部を奪還した。その後も再び赤軍の勢いは強まったが、午後になって飛来した3機のユンカース Ju87 シュトゥーカの支援により、ポーリー大尉はさらなる反撃に踏み切り、ついに村の南東部を奪還した。そして、ドイツ陸軍第100猟兵師団（100. Jäger-Division）から派遣された増援部隊の到着により、赤軍はグロモヴァヤ＝バルカを放棄して撤退した。
支援無しで10時間以上もグロモヴァヤ＝バルカ村を防衛した第373ワロン歩兵大隊は、記録に値する初の勝利を収めた。この戦闘によって大隊の名は第100猟兵師団の感状に記載され、功績のあった36名のワロン人義勇兵には二級鉄十字章の授与が約束された。2月11日付で上等兵（Gefreiter）に昇進していたレオン・デグレルもそのうちの1人で、彼はこの戦闘の功績によって上級曹長（Oberfeldwebel）に昇進し、大隊指揮官ポーリー大尉とともに他の者に先んじて1942年3月2日付で二級鉄十字章を授与された。
しかし、この勝利の代償として第373ワロン歩兵大隊が被った損害も甚大であった。戦闘に参加した将兵411名のうち、
- 戦死：71名（第3中隊長ティス少尉、第4中隊長ブイズ中尉含む）
- 負傷：155名（第1中隊長リザン少尉、第2中隊長ドルネ少尉含む）

合計226名の損害は大隊の総兵力の55パーセントに達し、とりわけ被害が著しかった第2中隊（残存兵力12名のみ）は解隊を余儀なくされた。これによって大隊は再編制の必要に迫られ、新たな第1中隊長として第1中隊第1小隊長のジュール・マチュー上級曹長（Oberfeldwebel Jules Mathieu）が、第3中隊長として第3中隊第3小隊長のジョルジュ・リュエル上級曹長が、第4中隊長として第4中隊機関銃小隊長のカミーユ・ボスキオン上級曹長（Oberfeldwebel Camille Bosquion）が就任した。

## 1942年8月 コーカサス戦線

### 新兵の到着と部隊の再編
1942年3月末、自身の軍歴に基づいて大隊を政治色の無い純軍事的な部隊にしようとしたポーリー大尉は、レクシズム党首レオン・デグレルとの対立によって大隊指揮官の座を更迭された。4月1日、彼の後任として第373ワロン歩兵大隊長に就任した将校は、1917年にロシア帝国で始まった十月革命によってベルギーに亡命した元ロシア帝国海軍士官で、グロモヴァヤ＝バルカ戦の直前まで第3中隊長を務めていたゲオルゲス・チエーホフ大尉（Hptm. Georges Tchekhoff）であった。
この頃、ベルギー本国のレクシズムの青少年組織「ジュネス・レジオネール」（Jeunesse Legionnaire）から多くの若い新兵が大隊の戦力を元に戻すため、メゼリッツのレーゲンヴルム演習場（Regenwurmlager）で訓練を続けていた。これらの新兵の中には当時17歳の二等兵、ジャック・ルロア（Jacques Leroy）も含まれていた。
1942年5月1日、デグレルは少尉に昇進し、大隊本部の一員となった。5月5日に第373ワロン歩兵大隊はドイツ陸軍第97猟兵師団（97. Jäger-Division）に配属された（この師団とワロン人大隊の関係はコーカサス戦線終了まで続いた）。
1942年6月4日、ジャン・ヴェルメール少尉（Lt. Jean Vermeire）とアンリ・ティッセン少尉（Lt. Henri Thyssen）に引率された新兵たちが前線の第373ワロン歩兵大隊と合流した。これによって大隊はグロモヴァヤ＝バルカの戦いで大損害を被った第2中隊の再建に成功し、大隊兵力は850名に回復した。
1942年6月6日、大隊指揮官ゲオルゲス・チエーホフ大尉はメゼリッツの第36補充大隊（Ersatz-Bataillon 36）に転属となった。そのため、後任の新たな大隊指揮官には大隊本部の将校リュシアン・リッペール中尉が就任した。リッペールはレクシズムの支持者ではなかったものの、ベルギー陸軍の有能な現役砲兵将校であり、大隊の将兵の人気も高く、なおかつレオン・デグレルとの関係も良好であった。この時点における第373ワロン歩兵大隊の戦闘序列は次の通り。

### 1942年8月 コーカサス戦線
1942年夏、ドイツ軍がソビエト連邦南部への攻勢作戦（ブラウ作戦）を開始すると、第373ワロン歩兵大隊も7月初旬にドネツ川を越えてコーカサス地方のノヴォ＝アストラハンへ向かった。8月4日に大隊はクバン（Kuban / Кубань）川を渡り、13日には大隊の主要部隊がマイコプへ到着した。この間、大隊は戦闘を経験しなかったが、800キロメートルに渡る長距離行軍と夏の高い気温、さらに風土病が相まって大隊の戦闘可能戦力は500名前後に低下していた。
1942年8月26日、第97猟兵師団から第373ワロン歩兵大隊に対し、チェリャコフ（Tcherjakow / Tcheriakoff）村周辺の斥候命令が下った。この戦闘でワロン人大隊はソビエト赤軍の迫撃砲によって多数の損害を出しつつも、最終的には敵部隊の掃討に成功した。
1942年9月17日、コーカサス地方のシャディシェンスカヤ（Schadyschenskaja）において、レオン・デグレルはSS「ヴィーキング」師団指揮官のフェリックス・シュタイナーSS中将（SS-Gruf. Felix Steiner）と会見した。この会見によってデグレルは、大戦を長期的に捉えた場合、ワロン人部隊をさほど重要視していない国防軍よりも武装親衛隊に所属した方が一層の権力を掌握できると理解した。
ただし、ワロン人が武装親衛隊に籍を置くには、非ゲルマン人は入隊させないという武装親衛隊側の民族的な障害を乗り越える必要があった。そのため、デグレルはフランツ・ペトリ博士（Dr. Franz Petri）が1937年に発表した論文「ワロンおよびフランス北部におけるゲルマン人の血統」（Germanisches Volkserbe in Wallonien und Nordfrankreich）を根拠に、「ワロン人はゲルマン人である」とフランス語で主張した。また、1942年10月25日にはデグレルの手紙を受け取ったベルギー本国のレクシズム代理党首によって、ベルギー国内でも同様の宣言がなされた。
1942年11月11日、第373ワロン歩兵大隊は後衛部隊を残して前線から引き揚げられたが、その時点で大隊の戦闘可能戦力は1941年8月以来の将校5名、下士官33名、兵170名にまで減少していた。なお、テレク（Terek / Терек）、クバン地方に残っていた後衛部隊は1943年2月にクリミア半島へ空路後退した。

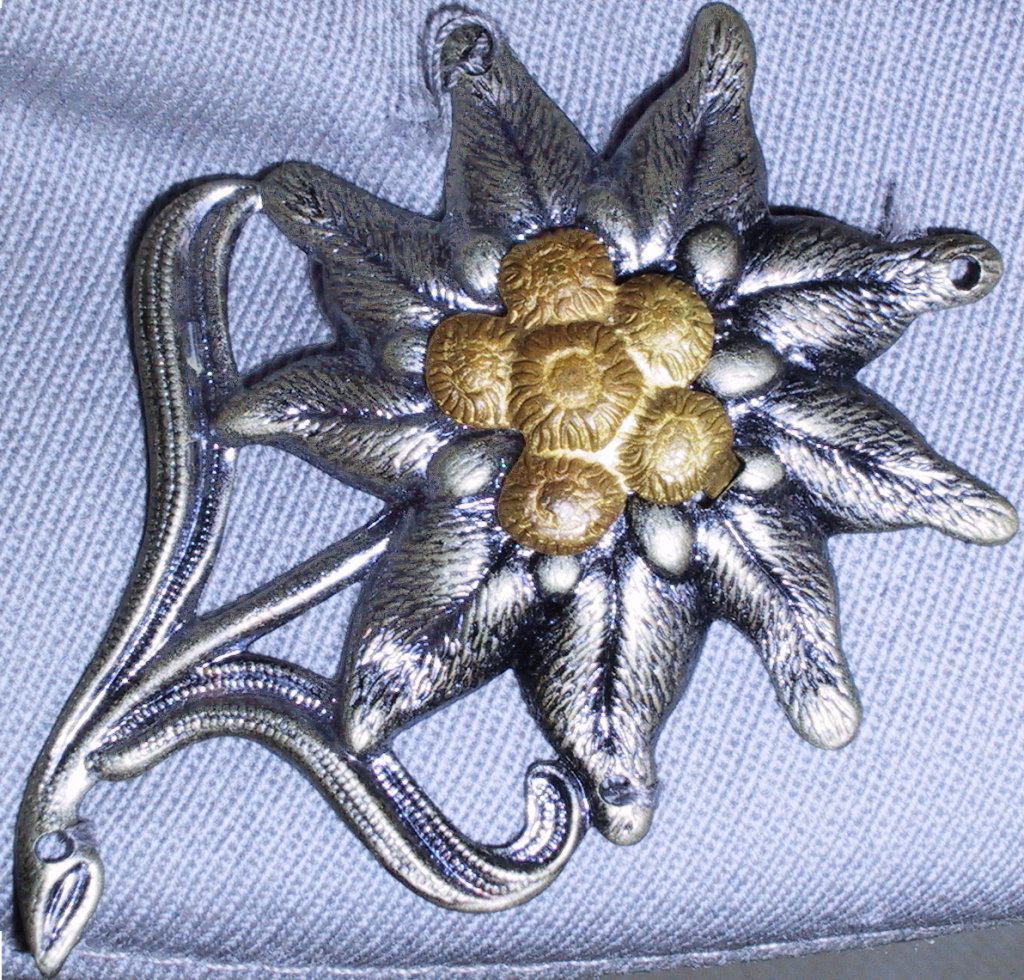
山岳猟兵の象徴、エーデルヴァイスの徽章（帽章）。第373ワロン歩兵大隊が武装親衛隊に移籍した後も、古参のワロン人義勇兵はこの帽章を着用した。

その後、第373ワロン歩兵大隊は再編制のためメゼリッツの兵舎へ帰還した。そして、コーカサス戦線の期間中、ドイツ第97猟兵師団に所属して戦った大隊の古参兵には山岳猟兵の象徴であるエーデルヴァイスの帽章と袖章の着用が許可された。

## 1943年6月 武装親衛隊への移籍
1943年1月17日、レオン・デグレルはブリュッセル市内の体育館「プチ・パレ・デ・スポール」（Petit palais des Sports）でレクシズムの集会を開き、ベルギーのフランス語圏（ワロン地域）の将来は大ゲルマン帝国の中にあると宣言した。この宣言によって、デグレルはベルギーからの独立を目指すこの2年間の方針を改め、第三帝国の一部としてのワロン地域の地位向上を目指すようになった。
1943年4月、第373ワロン歩兵大隊はメゼリッツから8キロメートルの地点にあるピーシュケ（Pieske）兵舎に結集した。そして、5月24日に大隊を閲兵した親衛隊全国指導者ハインリヒ・ヒムラーの命令によって、大隊は6月1日をもって武装親衛隊の管轄下に置かれ、旅団規模に昇格することとなった。
この頃、ベルギー本国のレクシズムからの補充人員はほぼ枯渇状態にあった。そのため、これ以上の新兵を集めるには1940年5月にドイツ軍の捕虜となったベルギー軍将兵（約80万名がフランス語話者）や、ドイツで働くベルギー人労働者（フラマン人も併せて約20万名）から義勇兵を募る必要があった。
しかし、1942年6月から1943年5月の間にデグレルの部下がドイツ中の26ヶ所の捕虜収容所を訪れたものの、勧誘に応じたベルギー軍将兵はわずか192名に過ぎなかった。このように、ベルギー軍捕虜からの志願者は少なかったが、第373ワロン歩兵大隊以来の古参兵、ベルギー本国の民間人、ドイツで働くベルギー人労働者からの志願者を併せて、1943年6月の時点でのワロン人部隊の戦力は約2,000名を超えた。
1943年6月1日、第373ワロン歩兵大隊はSS義勇旅団「ヴァロニェン」（SS-Freiwilligen-Brigade „Wallonien“）と改称され、ドイツ中央部のレーン山地（Rhön）にある演習場「ヴィルトフレッケン演習場」（Truppenübungsplatz Wildflecken）に移動した。この時、レオン・デグレルはSS中尉（SS-Obersturmführer）に昇進して第3中隊の指揮官および旅団の副官を兼任し、旅団長には1942年6月以来の指揮官、リュシアン・リッペールSS少佐が就任した。
1943年7月3日、旅団はSS突撃旅団「ヴァロニェン」（SS-Sturmbrigade „Wallonien“）と改称され、ワロン人義勇兵たちはヴィルトフレッケンで数ヶ月間の訓練に従事した。この頃の旅団の編制は次の通り。
1943年10月、この時点で旅団の戦力は1,850名の将兵と車輌250台前後を数え、完全自動車化された旅団として再編制が完了した。

## 1943年秋 再び東部戦線へ

### 1943年末の冬
1943年11月11日、SS突撃旅団「ヴァロニェン」はヴィルトフレッケン演習場からウクライナへ鉄道輸送され、19～20日にコルスンへ到着した。現地で旅団はヘルベルト・オットー・ギレSS中将（SS-Gruf. Herbert Otto Gille）麾下の第5SS装甲師団「ヴィーキング」に配属され、その予備部隊となった。
1943年12月の間、「ヴァロニェン」旅団はいくつかの戦闘を経験した。12月12日にはジュール・マチューSS中尉率いる第1中隊がゴロドク（Gorodok）地方の武装パルチザンのキャンプを奇襲した。しかしその翌日の12月13日、ユベール・ヴァン・エゼSS少尉（SS-Ustuf. Hubert Van Eyzer）率いる第1中隊第1小隊（27名）が偵察中に敵の待ち伏せに遭い、生存者6名を除いて全滅した。
1943年12月24日、ソビエト赤軍はドニエプル川西岸のドイツ軍を押し戻すための作戦、ドニエプル＝カルパチアン攻勢を開始した。この作戦にはウクライナ方面軍所属の4個軍と白ロシア方面軍所属の1個軍が参加し、1944年4月24日まで継続して行われた。ドイツ陸軍第1装甲軍（1. Panzerarmee）および第8軍（8. Armee）に所属する11個師団とSS突撃旅団「ヴァロニェン」、第5SS装甲師団「ヴィーキング」はドニエプル川西岸の突出部に配置されており、赤軍の初期の攻撃目標とされていた。

### 1944年1月 テクリノの戦い
1944年1月初旬、ソビエト赤軍はテクリノ（Teklino）の戦略的に重要な森を占領した。これによってSmilaおよびチェルカースィのドイツ軍部隊には分断される危険性が生じた。
1月11日から12日にかけて、第5SS装甲師団「ヴィーキング」所属のSS「ゲルマニア」連隊とSS義勇装甲擲弾兵大隊「ナルヴァ」（SS-Freiwilligen-Panzergrenadier Bataillon Narwa）は、テクリノの森に陣取るソビエト赤軍に対して3度に渡る攻撃を行った。しかし、いずれの攻撃も失敗に終わったため、今度は「ヴァロニェン」旅団に攻撃任務が委ねられた。ドイツ兵（とエストニア人義勇兵）の攻撃が失敗したその次に現れたワロン人義勇兵たちを見て、「ヴァロニェン」旅団の戦闘能力に疑問を抱いていた「ヴィーキング」師団のベテラン兵は集会で以下のような（「ヴァロニェン」の連中の攻撃は見世物同然という軽蔑交じりの）文書を回した。
| 「 | Hier Zirkus Wallonien. Morgen Vorstellung ab 6 Uhr bis 8 Uhr. Eintritt frei （ヴァロニェンサーカス。明日の朝6時から8時まで公演。入場無料） | 」 |

1944年1月14日午前6時、800発の事前準備砲撃が終了した後、「ヴァロニェン」旅団は2フィート（約60.9センチメートル）の雪が積もる野原からテクリノの森へ攻撃を開始した。ソビエト赤軍の激しい応射の中、「ヴァロニエン」旅団の4個中隊は森の西端へ到達した。しかし、森に入ってからの進軍速度は白兵戦や敵の待ち伏せ、巧みに偽装された防御陣地などによってたちまち低下した。ソビエト赤軍の増援が素早く対応したことで「ヴァロニェン」旅団の攻撃が阻まれると考えた旅団長リュシアン・リッペールSS少佐は、3つの機関銃班を敵の防衛線に浸透させ、ソビエト赤軍の増援ルートを遮断するよう命令した。
それから3日後、多数の死傷者を出しつつも「ヴァロニェン」旅団は（「ヴィーキング」師団の将兵でさえ達成できなかった）テクリノの森の占領に成功した。その2日後に「ヴァロニェン」旅団は「ナルヴァ」大隊と交代し、数日後にはテクリノの周辺区域が再びドイツ軍のものとなった。
しかし、テクリノにおけるドイツ軍のこの勝利にもかかわらず、ソビエト赤軍はコルスンでドイツ軍部隊を包囲していた。「ヴァロニェン」旅団と「ヴィーキング」師団が矢面に立って防衛を行う間、いくつかのソビエト赤軍戦車部隊はドイツ軍突出部に沿って進撃した。

## 1944年2月 コルスン包囲戦

### 旅団長の戦死
コルスン包囲戦の間、「ヴァロニェン」旅団は包囲の東側でソビエト赤軍を阻止する任務を委ねられた。ドイツ陸軍第72歩兵師団（72. Infanterie-Division）と第105歩兵師団（105. Infanterie-Division）がノヴォ＝ブダ（Novo-Buda）村で赤軍の攻撃を受けた時、「ヴァロニェン」旅団は両師団の救援に向かった。その後、包囲されていたドイツ陸軍第11軍団（XI. Armeekorps）の司令官ヴィルヘルム・シュテマーマン砲兵大将（General der Artillerie Wilhelm Stemmermann）が包囲脱出の準備のために西へ部隊を動かす間、「ヴァロニェン」旅団と「ヴィーキング」師団は後衛を務めるよう命令された。
これまでの14日間、補給も無く雪と泥の中で繰り広げられた戦いによって、「ヴァロニェン」旅団の戦闘可能兵力は250名にまで減少していた。2月13日朝、第1および第2中隊の陣地は22両のT-34戦車と大量の随伴歩兵の攻撃を受け、間もなく第3中隊の陣地にも赤軍の攻撃が及んだ。この激戦の最中、最前線の状況を確認していた「ヴァロニェン」旅団長リュシアン・リッペールSS少佐は赤軍の狙撃兵によって射殺された。

### 包囲突破、ベルギー凱旋
リッペールSS少佐の戦死後、レオン・デグレルSS大尉は旅団の指揮を引き継いだ。デグレルはノヴォ＝ブダ近辺を突破しようとするソビエト赤軍を撃退した後、夜陰に乗じて旅団の残存兵のグループの1つを指揮して後退を開始した（他のグループの1つはジュール・マチューSS中尉が指揮した）。しかし、その途上で「ヴァロニェン」旅団の残存兵はソビエト赤軍の激しい砲火にさらされた。最終的に彼らは包囲網を突破して友軍戦線に到達したが、1943年11月の時点で約1,850名いた旅団の将兵のうち、わずか632名が生還したに過ぎなかった。
SS突撃旅団「ヴァロニェン」はコルスン包囲戦で甚大な損害を被ったが、デグレルはこの戦いにおける功績を認められ、1944年2月20日付で第三帝国総統アドルフ・ヒトラーより直々に騎士鉄十字章を授与され、さらに同年4月20日付でSS少佐への昇進が約束された。また、戦死した旅団長リュシアン・リッペールSS少佐に対しては、1944年2月20日にブリュッセルで葬儀が執り行われ、ドイツ十字章金章の追贈とSS中佐（SS-Obersturmbannführer）への特進が施された。
その後、ドイツはレオン・デグレルをヨーロッパの英雄として宣伝するキャンペーンを開始し、デグレルはパリやブリュッセルの集会場で10,000名を超える聴衆にSS突撃旅団「ヴァロニェン」の活躍を語り、共産主義に対する戦いへの新たな参加者を募った。
この頃、ソビエト連邦は「ヴァロニェン」旅団がコルスン包囲戦で全滅したと宣伝し、それを受けたイギリスのBBCもデグレルの戦死を伝えていた。これら敵側諸国の宣伝に対抗するため、第5SS義勇突撃旅団「ヴァロニェン」（5. SS-Freiwilligen-Sturmbrigade „Wallonien“ ）はベルギー駐屯中の第12SS装甲師団「ヒトラー・ユーゲント」から装甲車輌を借り、1944年4月1日から2日にかけてシャルルロワ～ブリュッセルにおいて凱旋パレードを行った。
1944年春、第5SS義勇突撃旅団「ヴァロニェン」の残存兵は再編制のためにヴィルトフレッケン演習場へ戻った。

## 1944年8月 エストニア戦線

### 1944年夏の戦況

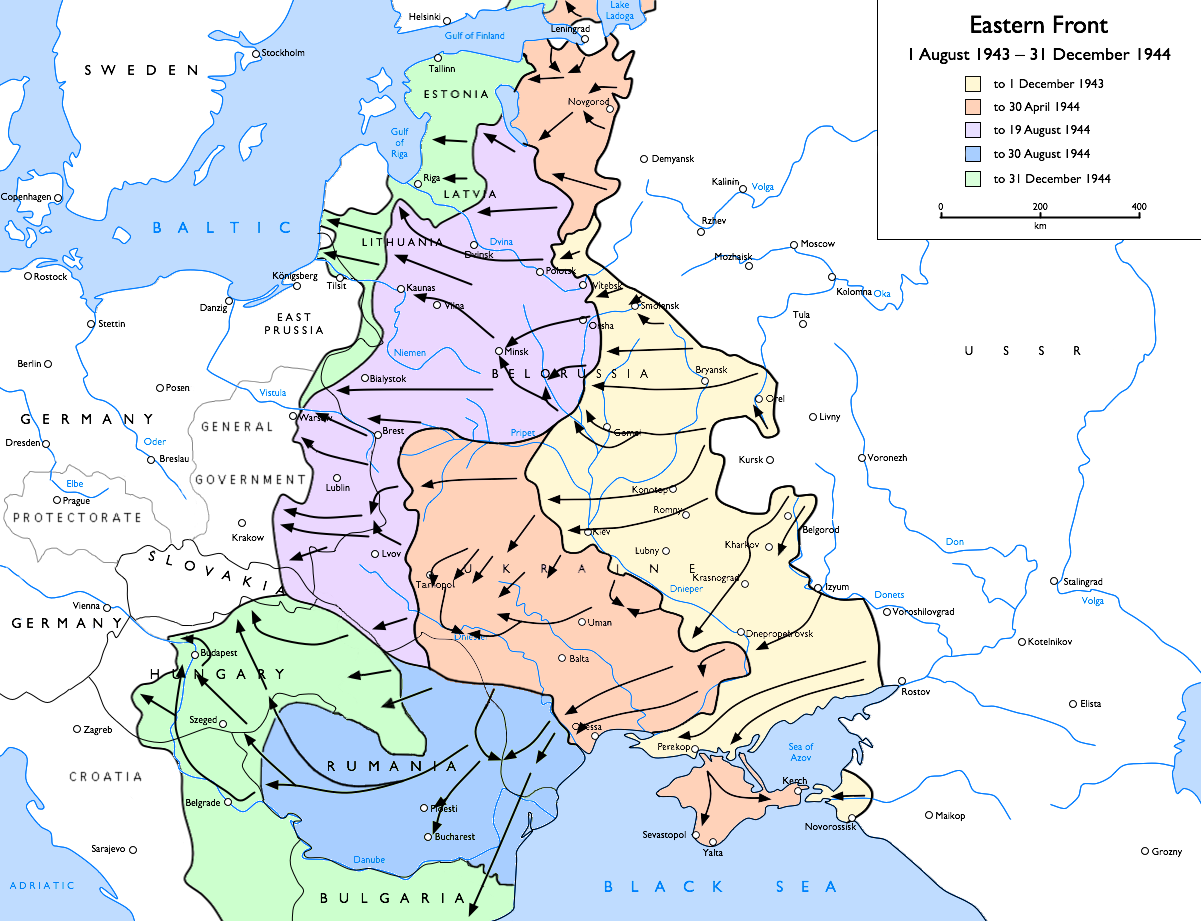
1943年8月から1944年12月にかけての東部戦線

1944年6月22日に始まったソビエト赤軍の夏季大攻勢（バグラチオン作戦）の後、ドイツ北方軍集団は後にクールラント・ポケットとして知られるラトビア北部のクールラント半島へ退却を始めた。さらに、それより以前の1944年2月から7月にかけてエストニアで繰り広げられたナルヴァの戦いは、7月末のナルヴァ市の放棄という形でドイツ軍の敗北に終わった。エストニアのドイツ軍部隊はナルヴァ市西方に設けられた防衛線「タンネンベルク線」（Tannenbergstellung）に後退し、西進するソビエト赤軍を迎え撃つ態勢に入った。かくして風雲急を告げるエストニア戦線には次々と増援部隊が投入され、再編制中の第5SS義勇突撃旅団「ヴァロニェン」にも1個大隊規模の戦闘団を派遣するよう命令が下った。
1944年7月21日、ポーランドのデンビツアにあるハイデラーガー（Heidelager）兵舎で「ヴァロニェン」旅団は1個戦闘団を緊急編制した。この戦闘団は歴戦の将校・下士官および、1944年4月～6月にバート・テルツSS士官学校（SS-Junkerschule Bad Tölz）を卒業した新人将校たちが基幹を成していたが、兵の大半以上は旅団に配属されたばかりの新兵であった。
当初、戦闘団の指揮はジュール・マチューSS大尉が執る予定であったが、彼はプートロス（Putlos）の軍学校で連隊指揮官としての教育を受けるため不在であった。そのため、戦闘団の指揮官には旅団の訓練担当将校を務めるジョルジュ・リュエルSS中尉が（新兵の訓練も兼ねて）任命された。
1944年7月25日、総員452名の将兵を擁する「リュエル」戦闘団（Kampfgruppe Ruelle）、またの名を「ヴァロニェン」戦闘団（Kampfgruppe Wallonien）はエストニア・ナルヴァ市西方45キロメートル地点のJohviへ到着し、フェリックス・シュタイナーSS大将の第3SS装甲軍団（III. (germanisches) SS-Panzerkorps）に配属された。7月28日に彼らはVokaにおいて新兵の基礎訓練を開始し、翌29日にはシュタイナーSS大将の閲兵を受けた。この時点での戦闘団は次に示すように、戦闘可能な2個中隊（第2、第4）と予備の1個中隊（第1）の3個中隊で構成されていた（第3中隊は未編制）。
ちなみに、レオン・デグレルは1944年7月14日に故郷のブイヨン（Bouillon）でレジスタンスに暗殺された弟（Edouard Degrelle）の葬儀のためにベルギーに戻っており、同戦闘団がエストニアへ派遣されたことを知らなかった。後にそのことを知ったデグレルは大急ぎで海路を伝ってエストニアへ向かい、8月8日にエストニア北部で訓練中の戦闘団に合流した。また、エストニア到着後、デグレルは直ちにシュタイナーSS大将と連絡を取った。この時のデグレルはコルスン包囲戦で大損害を被った「ヴァロニェン」旅団に必要な再編制と訓練のための時間を要求するようなことはせず、むしろワロン人戦闘団の戦闘能力をシュタイナーに保証した。

### 1944年8月 タルトゥの戦い

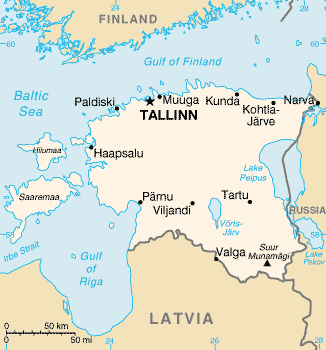
エストニアの地図

1944年8月10日、Vokaを出発した戦闘団はタルトゥ市北部のMagdalenaへと向かった。彼らは自分たちと同じく第3SS装甲軍団に所属している第4SS義勇装甲擲弾兵旅団「ネーデルラント」から抽出された「ヴァグナー」戦闘団（Kampfgruppe Wagner）の増援部隊として、タルトゥ市南部地域（Elva, Liiva, Patska）の30キロメートルに渡る前線および抵抗拠点を保持する任務を与えられた。
8月14日、タルトゥ市南部地域を偵察していた「ヴァロニェン」戦闘団第4中隊の小隊長ジャック・ヴェランヌSS少尉（SS-Ustuf. Jacques Verenne）の小隊がLiivaでソビエト赤軍の待ち伏せに遭遇し、生存者2、3名を除いて全滅した。ヴェランヌSS少尉はバート・テルツSS士官学校を数ヶ月前に卒業したばかりであった。
8月19日午後、「ヴァロニェン」戦闘団はPatska村の風車丘に陣取る強固なソビエト赤軍部隊を排除するための攻撃を開始した。その日の夕刻頃に彼らは目的を果たしたが、この攻撃によって合計65名の死傷者を出してしまった。戦死者の中には第2中隊長マルク・ウィレムSS少尉（SS-Ustuf. Marc Willem）と第2中隊の小隊長マルセル・カポンSS少尉（SS-Ustuf. Marcel Capoen）も含まれており、また、第2中隊の小隊長マルセル・トマSS少尉（SS-Ustuf. Marcel Thomas）は重傷を負った。いずれのSS少尉もバート・テルツSS士官学校を数ヶ月前に卒業したばかりの新人将校であった。さらに、多大な犠牲を払って敵陣を占拠したにもかかわらず、ソビエト赤軍がタルトゥへ進撃しているとの連絡を受けたため、ワロン人義勇兵たちはその場を後にしてタルトゥ方面へと向かった。
8月20日、前線における戦闘は激しく、あらゆる方向から攻め立てるソビエト赤軍を前にドイツ兵もワロン人義勇兵も陣地の放棄を余儀なくされていた。ワロン人義勇兵たちは前日に自分たちをPatskaまで輸送した車列に乗り込み、Kambjaへと移動した。この地で「ヴァロニェン」戦闘団はPatskaで被った損害を補充するため、待機中の第1中隊を呼び出した。
8月23日、「ヴァロニェン」戦闘団の対戦車砲小隊長レオン・ジリスSS少尉（SS-Ustuf. Léon Gillis）は、タルトゥ市南部郊外のリガ＝タルトゥ街道でスターリン重戦車10輌を含むソビエト赤軍部隊と交戦した。この戦闘でジリスSS少尉は75mm対戦車砲の1門を指揮して敵戦車3輌を撃破したが、敵の応射によって対戦車砲ごと吹き飛ばされて一時的に失明した。しかし、それでもなおジリスSS少尉は小隊の指揮を続け、ついにソビエト赤軍戦車の進出を許さなかった（この功績により、ジリスSS少尉は後にレオン・デグレルから騎士鉄十字章受章候補の推薦を受けた）。
一方その頃、デグレルはキューベルワーゲンに乗ってタルトゥを出発し、ジリスSS少尉の対戦車砲小隊の状況確認に向かっていた。しかしその途上のLemmatsiで、南西方面から来襲したソビエト赤軍の先遣隊と地元の弱小なエストニア自警部隊が交戦し、戦線に混乱が生じた。これを見たデグレルは直ちにドイツ兵・ワロン人義勇兵・エストニア兵など、自分の近くにいた戦闘員をかき集めて即席の防衛線を構築し、次のように命令した。
| 「 | 我々は直ちに反撃を開始する。最も勇敢な者には鉄十字章が待っているぞ。赤軍は我々が素早く反応するとは予想しておらず、今が絶好の機会なのだ。全ては我々の勇気に委ねられている。戦友諸君、前へ進め！ | 」 |

デグレル自身も短機関銃を手にして参加したこのドイツ軍部隊の反撃により、ソビエト赤軍の進撃は阻止されてタルトゥ市の陥落は数日遅れることになった。この反撃の功績を認めたドイツ北方軍集団司令官フェルディナント・シェルナー上級大将（Generaloberst Ferdinand Schörner）およびナルヴァ軍支隊（Armeeabteilung Narwa）司令官アントン・グラッサー歩兵大将（General der Infanterie Anton Grasser）は、8月25日に陸軍総司令部（OKH）へ打電してレオン・デグレルを柏葉付騎士鉄十字章受章候補に推薦した。その2日後の8月27日、デグレルには柏葉付騎士鉄十字章が授与された。

### 帰還
8月24日、ソビエト赤軍はタルトゥ市南部20キロメートル地点にまで進出し、NöelaでEma川に架かる橋を占拠した。知らせを受けた「ヴァロニエン」戦闘団は直ちにNöelaへ向かったが、この時点で「ヴァロニェン」戦闘団の戦闘可能戦力は約150名にまで減少していた。Nöelaに着いた「ヴァロニエン」戦闘団は直ちにソビエト赤軍と交戦し、占領された土地の奪還を翌8月25日の夜まで試みた。
しかし、当初は順調に進んでいた作戦も、兵力不足のため最終的に失敗した。戦闘団指揮官のジョルジュ・リュエルSS中尉も負傷し、戦闘可能な将校はレオン・デグレル、第4中隊長マルセル・ボニヴェルSS中尉、第1中隊長ジャック・カペルSS少尉の3名だけとなってしまった。
8月25日深夜、戦闘可能人員が90名にまで減少した「ヴァロニェン」戦闘団のもとに「ヴァグナー」戦闘団の使者が現れ、Lombi-Keerduでソビエト赤軍が戦線を突破したため、「ヴァロニェン」にそれを食い止めてもらいたいと通達した。これによって「ヴァロニェン」戦闘団は90名のうち70名を増援として派遣し、残りの者はボニヴェルSS中尉に率いられてMagdalenaへ帰還した。
そして、Lombi-Keerduに向かった70名のワロン人義勇兵は、雑多なドイツ軍部隊とともに3日3晩あらゆる命令・連絡・補給無しで戦い続けた。彼らは8月31日にようやく前線から引き揚げられたが、その時点で戦闘可能な人員は20名しか残っていなかった（Magdalenaへ帰還したこの20名の将兵には一級鉄十字章が授与された）。
8月31日、エストニア戦線における絶え間のない激戦で消耗した「ヴァロニェン」戦闘団は、タルトゥ市北部のMagdalena、次いで9月初旬にフィンランド湾に面したToilaへ移動した。そして、海路でドイツ本土に帰還する直前、「ヴァロニェン」戦闘団は第3SS装甲軍団司令官フェリックス・シュタイナーSS大将の閲兵を受けた。シュタイナーは生存者一人一人と握手を交わし、「ヴァロニェン」戦闘団の奮戦に感謝の意を述べる短い演説を行い、最後に次のように締めくくった。
| 「 | 「ヴァロニェン」1個は普通の兵士1,000人分の価値がある。 | 」 |

1944年8月のエストニア戦線で「ヴァロニェン」戦闘団は約半数の戦力を失ったが、その活躍は全ての戦線の軍事情勢に関する国防軍最高司令部による日報「国防軍軍報」（Wehrmachtbericht）に記載された。また、レオン・デグレルの推薦により、同戦闘団の将校には戦死者も含め全員に一階級特進が約束された。騎士鉄十字章受章推薦（推薦番号3,666）を受けていたレオン・ジリスSS少尉は1944年9月30日付で騎士鉄十字章を受章し、（一階級特進によって）11月9日付でSS中尉に昇進した。

## 1944年秋 旅団から師団への昇格

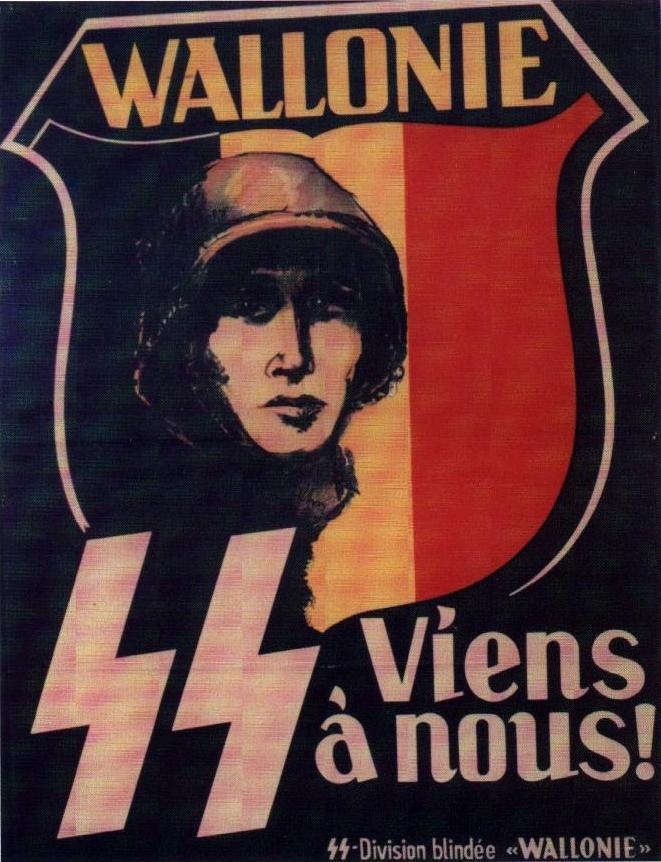
SS師団「ヴァロニェン」への入隊を呼びかける武装親衛隊の勧誘ポスター。実際は装甲師団ではなかったものの、フランス語で「我らのもとへ来たれ！ SS装甲師団《ワロニー》」と書かれている。

### 指揮権の危機
1944年2月から9月にかけてのレオン・デグレルの最大の不満は、親衛隊全国指導者ハインリヒ・ヒムラーに要求していたにもかかわらず、デグレル自身が「ヴァロニェン」旅団の指揮官として公式に認知されておらず、単に「ワロン人の指導者」（Führer der Wallonen）とだけ見なされていることであった。1944年2月のコルスン包囲戦から生還した後、デグレルは旅団をより大きな部隊へ増強することを欲したが、それは士官学校で軍事教育を受けていない一介のSS少佐が指揮可能なものではなかった。
当時、親衛隊本部長ゴットロープ・ベルガーと親衛隊作戦本部長ハンス・ユットナーはデグレルに対し、ベルギーの高級職業軍人が「ヴァロニェン」旅団で勤務する用意が出来ないのであればドイツ人を「ヴァロニェン」旅団の指揮官に据えることを明らかにした。同時に、ベルリン当局はすべての外国人部隊（「ヴァロニェン」旅団を含む）をドイツ人の指揮下に置くことを決定した。しかし、ドイツ側のこの方針は第373ワロン歩兵大隊が1943年6月に武装親衛隊へ移籍した際の約束（部隊の指揮権はベルギー人が掌握）に反していた。
これらドイツ側の思惑に対抗するため、1944年5月からデグレルはプレンツラウ（Prenzlau）にあるベルギー軍将校専用収容所（Offizierslager IIA）に足を運び、「ヴァロニェン」の指揮権をドイツ側から守るに足るベルギーの高級職業軍人を探し始めていた。そして、デグレルの勧誘に応じた次の5名のベルギー高級職業軍人が捕虜収容所から釈放された。
- ランベール・シャルドム将軍（General Lambert Chardome）
- ロン大佐（Colonel Long）
- フランキグヌール大佐（Colonel Frankignoul）
- フランス・エレボ少佐（Major Frans Hellebaut）（B.E.M.）
- レオン・ラカイ上級大尉（Capt-Cdt. Léon Lakaie）

シャルドム将軍の入隊承諾は新聞に掲載され、1944年6月25日、デグレルはベルリンのベルリン・オリンピアシュタディオン近隣の国立競技場（Reichssportfeld）で開催された会議の場で、シャルドム将軍が突撃旅団に志願したことを宣言した。かくしてベルギーの高級職業軍人の入隊承諾を取り付けたことにより、「ヴァロニェン」の指揮権にドイツ側が干渉することは無くなると思われた。
ところが、フランス・エレボ少佐とレオン・ラカイ上級大尉は実際に入隊したものの、シャルドム将軍、ロン大佐、フランキグヌール大佐は態度を翻し、突撃旅団への入隊を拒否してプレンツラウの収容所に戻った。さらに、ドイツ側は既にポーランド・東クラカウ地区の警察指導者カール・ブルクSS上級大佐（SS-Obf. Karl Burk）を第5SS義勇突撃旅団「ヴァロニェン」の指揮官として送り込む準備を整えていた（1944年7月8日付のヒムラーの秘密文書によると、ブルクは1944年6月21日から「ヴァロニェン」旅団の指揮官とされていた）。
1944年7月、レジスタンスに暗殺された弟の葬儀に出席するためベルギーに戻っていたデグレルは、これらの事実を知るとベルリンに向かい、ブルクが「ヴァロニェン」の指揮官の座から退かない限りドイツ国内で部下の前に姿を現さないことを主張した。その後、デグレルは前述したようにエストニアに派遣された「ヴァロニェン」戦闘団と合流して活躍し、ナチス上層部への接近を深めた。とりわけデグレルは第三帝国総統アドルフ・ヒトラーに「私が息子を持つのであれば、貴君のような者であってほしい」（Hätte ich einen Sohn, ich wünschte er wäre wie Sie!）と言わしめるほどヒトラーに気に入られ、ベルガーたちの計画（外国人部隊をドイツ人の指揮下に置くこと）を、少なくとも「ヴァロニェン」に限っては頓挫させた。

### 師団の誕生
1944年9月3日、デグレルは初めてSS義勇突撃旅団「ヴァロニェン」指揮官（Kommandeur der SS-Freiw. Brig. Wallonien）として公式に認知された。これによってデグレルは旅団が師団に拡張した際も「ヴァロニェン」の指揮を続けられるようになった。そして1944年9月23日、デグレルは部下の前に立って演説し、9月18日以来旅団は師団に昇格しており、ハインリヒ・ヒムラーがデグレルを師団指揮官に据えたことを述べた。
この頃、連合軍がベルギーをドイツ軍の占領下から解放したことにより、レクシズム党員や親独団体関係者など、多くのベルギー人対独協力者がドイツへ避難していた。そのため、10月19日に正式に師団となった第27SS義勇擲弾兵師団「ランゲマルク」と同様に、第28SS義勇擲弾兵師団「ヴァロニェン」(ワロン第1)（28. SS-Freiwilligen-Grenadier-Division „Wallonien“ (wallonische Nr. 1)）には新たな義勇兵が入隊し、戦力の増加に寄与した。この時のワロン人義勇兵の内訳は次の通り。
| 出身組織                                                                      | 人数    |
| ----------------------------------------------------------------------------- | ------- |
| 第5SS義勇突撃旅団「ヴァロニェン」 5. SS-Freiwilligen-Sturmbrigade „Wallonien“ | 1,200名 |
| ワロン親衛隊 Garde Wallonne                                                   | 400名   |
| 国家社会主義自動車軍団 NSKK                                                   | 600名   |
| ジュネス・レジオネール Jeunesse Legionnaire                                   | 1,264名 |
| レクシズム党員 Rexistes                                                       | 900名   |
| ドイツ海軍 Kriegsmarine                                                       | 150名   |
| 第36補充大隊 Ers. Btl. 36.                                                    | 800名   |
| 合計                                                                          | 5,314名 |

「ヴァロニェン」師団参謀長に就任したフランス・エレボSS少佐は、このうち4,000名前後を師団の戦闘部隊に編入した。このように、「ヴァロニェン」の戦力は新兵を加えても1944年11月の時点で約4,000名であり、最後まで「ヴァロニェン」師団は増強された旅団規模の部隊でしかなかった。この時期の「ヴァロニェン」師団の編制は次の通り。
1945年1月1日、この日レオン・デグレルはSS中佐に昇進した。

## アルデンヌ攻勢とレオン・デグレル
1944年12月中旬、ドイツ軍は西部戦線における最後の大反撃（アルデンヌ攻勢）を開始した。この攻勢に第28SS義勇擲弾兵師団「ヴァロニェン」は参加していなかったが、1944年12月末から1945年1月10日までの間、レオン・デグレルは「ヴァロニェン」師団から選抜した特殊部隊と共にアルデンヌで行動した。

## 1945年2月 ポメラニア戦線

### 1945年初旬の東部戦線
1945年1月、ポーランドのヴィスワ川を渡ったソビエト赤軍はワルシャワとブロムベルク周辺のドイツ軍防衛線に大攻勢をかけ、一部の戦車部隊はオーデル川に到達した。ポメラニア戦線におけるドイツ軍は、一部の精強な師団だけが頑強に陣地を死守し、その他の部隊は無秩序な後退を続けていた。

シュタルガルトの位置

1945年2月2日、ポメラニア戦線に鉄道輸送された第28SS義勇擲弾兵師団「ヴァロニェン」は、シュテッティンで下車し、ソビエト赤軍が接近しつつあるシュタルガルトに向かった。先発隊として到着した約2,000名の師団将兵はイーナ川沿いに布陣し、第10SS装甲師団「フルンツベルク」および第27SS義勇擲弾兵師団「ランゲマルク」と連携してソビエト赤軍と戦った。

### ゾンネンヴェンデ作戦
1945年2月中旬、ドイツ軍はアルンスヴァルデ（Arnswalde、現ホシュチュノChoszczno）で包囲されたドイツ陸軍第11装甲軍団およびその他の部隊を救出する「ゾンネンヴェンデ」（独：Sonnenwende、冬至）作戦を実施した。この作戦で「ヴェロニェン」師団は攻撃任務を与えられ、その中にはリンデンベルク（Lindenberg、現リプニクLipnik）への陽動攻撃も含まれていた。
2月16日、ジャック・カペルSS中尉（SS-Ostuf. Jacques Capelle）率いる「ヴァロニェン」師団第69SS擲弾兵連隊第7中隊はリンデンベルクへの攻撃を成功させ、24時間その陣地を死守するよう命じられた。
しかし翌日の2月17日、彼らの陣地にソビエト赤軍の戦車が大挙して押し寄せ、たちまち激戦が繰り広げられた。ワロン人義勇兵たちは戦場中を埋め尽くした敵戦車の多くを破壊したが、同時にすべてのパンツァーファウストを使い果たしてしまった。中隊長カペルSS中尉は無線で後退許可を願い出たが、やがて後退すら不可能な状況に追い込まれた。迫り来るソビエト赤軍に対し、重傷者でさえ絶命の瞬間まで銃を撃ち続けたが、ワロン人義勇兵たちは次々とソビエト赤軍の戦車に蹂躙されていった。
そのような状況の中、カペルSS中尉の中隊指揮所は27時間に渡ってソビエト赤軍の攻撃を防いでいたが、夕暮れ時にとうとう制圧されてしまった。そして、重傷を負っていたカペルSS中尉は敵兵に捕まる寸前、拳銃の弾丸を自分の頭部に撃ち込んで自決した。
この一連の出来事は負傷して泥濘に倒れた状態でその瞬間を目撃し、後に瀕死の状態でドイツ軍戦線に辿り着いた2名のワロン人義勇兵によって伝えられた。翌日、「国防軍軍報」でジャック・カペルSS中尉の第7中隊の死闘が賞賛され、カペルSS中尉には騎士鉄十字章の追贈が約束された。
一方、「ゾンネンヴェンデ」作戦の初期の攻撃は成功し、第3SS装甲軍団はアルンスヴァルデに到達した。しかし、ソビエト赤軍が態勢を立て直して防御を固めると、第11装甲軍団の必死の攻撃にもかかわらず、作戦続行は不可能となった。「ヴァロニェン」師団をはじめ、ドイツ軍は多数の死傷者を出す大損害を被り、アルンスヴァルデからの撤退を余儀なくされた。

### 「デリクス」戦闘団結成
1945年3月1日、ソビエト赤軍はシュタルガルト近郊のドイツ軍に対する包囲攻撃を実行した。これに応じて「ヴァロニェン」師団はシュタルガルト周辺の地域を転戦したが、やがてシュテッティン近辺のオーデル川まで後退した。
ポメラニア戦線に到着して以来、「ヴァロニェン」師団は7名の将校を含む125名の戦死者、200名以上の重傷者を出すという損害を被っていた。師団が所有する9門の重対戦車砲と12門の対空砲は撃破もしくは遺棄され、その他の重兵器の大部分も失われ、歩兵用の軽火器も戦闘中に遺棄されていた。補給段列は数両にまで減り、ワロン人義勇兵は夜間後退行動中に互いの連絡を失い、周辺一帯に分散していた。今や1個戦闘団規模に縮小した「ヴァロニェン」師団は休養と再編制のため、オーデル川西部に送られた。
この時、師団長レオン・デグレルSS中佐の溌剌とした演説がなされたものの、生存者の多くは意気消沈し、これ以上の戦闘は無意味だという雰囲気を醸成していた。しかしそれでもなお、将兵の中核的存在の者たちは戦闘継続の用意をしていた。
3月12日、「ヴァロニェン」師団第69SS擲弾兵連隊第I大隊長アンリ・デリクスSS大尉は、負傷回復・復帰後の演説を次のように締めくくった。「・・・ガッツのある者は一歩前へ！」そして、23名の将校と625名の下士官・兵が整列した。
こうして、戦闘継続を希望したワロン人義勇兵たちは新たに「デリクス」戦闘団（Kampfgruppe Derriks）を結成し、かき集めた多数の小銃、機関銃、StG44（突撃銃）、パンツァーファウスト、迫撃砲を装備した。
この時、これ以上の戦闘継続を希望しなかった者たちは第69SS擲弾兵連隊長ジュール・マチューSS大尉に率いられてベルクホルツ（Bergholz）に後退し、1945年4月末までそこに留まった。また、デグレルは師団指揮所をシュテッティンから30キロメートル西にあるブリュッソー（Brüssow）の古城（フォン・マッケンゼン（August von Mackensen）家の領地）に設置したが、それ以降、デグレルが部下の前に姿を見せる回数は非常に少なくなった。

### 1945年3月16日～19日 アルトダム橋頭堡防衛戦
1945年3月14日、ソ連邦元帥ジューコフが指揮を執る第1白ロシア方面軍がアルトダム（Altdamm、現ドンビエDąbie）橋頭堡を攻撃した。これによって翌15日には「ヴァロニェン」と「ランゲマルク」（こちらも戦闘団規模にまで縮小していた）の両戦闘団に対し、直ちにシュテッティンへ向かうよう命令が下った。
彼ら武装親衛隊ベルギー人（ワロン人、フラマン人）義勇兵たちは3月16日から19日にかけて、アルトダム橋頭堡でソビエト赤軍と激戦を繰り広げた。この期間中、「デリクス」戦闘団第1中隊第3小隊長で、1942年3月以来の古参ジャック・ルロアSS少尉（SS-Ustuf. Jacques Leroy）は、隻眼隻腕という身でありながら短機関銃を手に小隊の指揮を続け、ローゼンガルテン（Rosengarten）～フィンケンヴァルデ（Finkenwalde）において72時間に渡ってソビエト赤軍の進出を阻止した。この功績により、ルロアSS少尉はデグレルから騎士鉄十字章受章の推薦を受けた。
そして19日夜遅く、「デリクス」戦闘団は後退命令に従ってオーデル川を西に渡った。彼らはこの3日3晩の激戦で110名を失い、22日には再編制のためにグート・シュマーゲロフ（Gut Schmagerow）へ移動した。

## 1945年4月 「ヴァロニェン」師団最後の戦い

### 第69SS擲弾兵連隊の再建
1945年4月2日、シュマーゲロフの「ヴァロニェン」師団に数百名のワロン人労働者が到着した。彼らは国家労働奉仕団のワロン人部門であるRWAD（Reichswallonischer Arbeitsdienst）に所属してドイツ国内で働いていたが、この期に及んで「ヴァロニェン」師団への入隊を強要された者たちであった。師団への入隊を拒んだ者はレックニッツ（Löcknitz）で対戦車障害物建設工事に従事するよう命令された。
4月15日、一定数の新兵の補充を受けた「ヴァロニェン」師団は、ポメラニア戦線で消耗した第69SS擲弾兵連隊の再建に成功した。約900名の将兵から成る同連隊は師団参謀長フランス・エレボSS少佐が指揮を執り、第I大隊長はアンリ・デリクスSS大尉、第II大隊長はマルセル・ボニヴェルSS大尉が務めた。彼ら「ヴァロニェン」師団の戦闘団は、「ランゲマルク」師団のコンラート・シェロンクSS少佐（SS-Stubaf. Konrad Schellong）が指揮を執る戦闘団と共に、「ランゲマルク」師団長トーマス・ミュラーSS大佐（SS-Staf. Thomas Müller）のSS師団集団「ミュラー」（SS-Divisiongruppe Müller）に配属された。

### 1945年4月20日 シラースドルフ反撃作戦
1945年4月17日、第69SS擲弾兵連隊は戦況に応じた遊撃部隊として、オーデル川西岸の数キロメートル地点に展開した。
4月20日、ソビエト赤軍がクロー（Kurow、現Kurów）～シラースドルフ（Schillersdorf、現Moczyły）間で攻撃を開始すると、エレボSS少佐はシラースドルフへの反撃を決定し、デリクスSS少佐の第I大隊にその役目を委ねた。この時の第I大隊（第二次「デリクス」戦闘団）の編制は次の通り。
レオン・ジリスSS中尉の第3中隊が待ち伏せでソビエト赤軍の進撃を食い止める間、第1中隊と第2中隊はシラースドルフへの道を急いだ。
1945年4月20日午後4時45分、アンドレ・レジボSS少尉（SS-Ustuf. André Régibeau）率いる第1中隊は第2中隊との連絡を失っていたが、シラースドルフ郊外へ到着し、町への突撃を敢行した。しかし、不意を突かれた状態から立ち直ったソビエト赤軍の応射によってワロン人義勇兵たちは甚大な損害を被った。この日の戦闘で多くの小隊長・中隊長が死傷し、さらに翌日に行われた2度目の反撃もソビエト赤軍に阻まれて失敗した。
その後、4月末まで「ヴァロニェン」師団の残存部隊はオーデル川西岸で数回の戦闘に従事したが、いずれも芳しくない結果に終わった。
1945年5月1日、エルベ川周辺のアメリカ軍はリューベックおよびシュヴェリーンに到達し、同日午後1時には局地的停戦の結果としてハンブルクへ入城した。

### 1945年5月 降伏
1945年5月3日午前10時、「ヴァロニェン」師団で最後まで戦っていた約400名の生存者（その大勢が負傷者）は、ソビエト赤軍の手に落ちることを避けるため、フランス・エレボSS少佐およびアンリ・デリクスSS少佐の良心的な命令に従ってシュヴェリーンに姿を現した。その数分後、彼らは現地に進駐していたアメリカ軍に降伏し、捕虜となった。また、「ヴァロニェン」師団の非戦闘員もシュヴェリーン～リューベック地域に向かったが、非戦闘員の多くが軍服を脱ぎ捨てて民間人の服を着たり偽の身分証明書を用意するなどして、徴用された外国人労働者になりすましていた。
しかしこの時、「ヴァロニェン」師団長レオン・デグレルの姿は彼らの中に無かった。デグレルは4月28日早朝から少数の側近とともにリューベックへ向かい、5月3日の時点ではドイツ～デンマーク国境を越えていた。その後、デグレルはコペンハーゲンからノルウェーのオスロに向かい、アルベルト・シュペーアが事前に用意していたハインケル He 111でスペインへ飛んだ。

## 戦後
ベルギー王国は刑法第113条で「敵国への軍事協力」に対する懲罰を規定している。そして、第二次世界大戦中に以下の組織に所属したベルギー人（この場合はワロン人）は、戦後、それぞれの罪状に応じた判決を言い渡された。
- 武装親衛隊（Waffen-SS）
- ワロニー部隊（Légion Wallonie）
- 補助警察（Hilfsgendarmarie）
- 労働者強制徴集機関（Fahndungsdienst）
- 保安警察（Sipo）
- 野戦憲兵隊（Feldgendarmarie）
- ドイツ海軍（Kriegsmarine）
- 秘密野戦警察（Geheim Feldpolizei）
- ワロン親衛隊（Garde Wallonne）[注 31]
- 国家社会主義自動車軍団（NSKK）
- トート機関警備隊（Schutzgruppe / Organisation Todt）
- 鉄道警備隊（Eisenbahnwache）
- ジュネス・レジオネール（Jeunesse Legionnaire）

### 戦後の武装親衛隊ワロン人義勇兵
1945年6月中旬、1ヵ月前にシュヴェリーンでアメリカ軍に降伏した「ヴァロニェン」師団の生存者たちはイギリス軍に引き渡された後、ノイエンガンメ強制収容所の跡地に設けられた捕虜収容所に送られ、階級ごとに選別された。数週間後、彼らをベルギー本国へ送還し、対独協力者として裁くための車列が到着した。
第二次世界大戦中のドイツ国防軍、次いで武装親衛隊のワロン人部隊に所属したすべてのワロン人将校の末路は次の通り。
戦時中
- 東部戦線で戦死（もしくは行方不明）：26名

戦後
- 死刑：48名（欠席裁判での死刑19名、終身刑26名）
- 懲役20年：23名
- 拘留10～20年：9名
- 禁固5年：1名
- 不起訴：1名[人物 17]
  - このうち、1945～1948年に自殺もしくは病死：5名

1948年6月21日、かつての第373ワロン歩兵大隊の2代目指揮官、ピエール・ポーリー大尉の銃殺刑が執行された。ただし、その理由はポーリーがドイツ軍に所属したからではなく、1944年8月18日にベルギーのクールセル（Courcele）で発生した民間人（レジスタンスのメンバー）虐殺事件に加担したからであった。
1948年11月6日、有罪判決を受けたワロン人将校のうち、35名が釈放された。
1952年、ベルギー当局に逮捕されていたすべての武装親衛隊ワロン人義勇兵（ただし、ドイツ軍の占領期間中にベルギー国内で犯罪を行った1名および「ヴァロニェン」師団参謀長フランス・エレボSS少佐を除く）が釈放された。
第二次世界大戦後のベルギー国内で、大戦中に武装親衛隊フラマン人義勇兵として戦った者たちは1960年代より様々な書籍を出版したり、互助会を結成したりするなどの活動を行った。彼らはフランデレン地域の一部の住民から大戦の英雄と見なされているのに対し、大戦中に武装親衛隊ワロン人義勇兵として戦った者たちは戦後のワロン地域社会から疎外され、出版事業も互助会活動も行うことはできなかった。

### 戦後のレオン・デグレル
1945年5月8日にオスロから飛行機でスペインへ向かったレオン・デグレル（1944年秋、ベルギーがドイツ軍の占領下から解放された時点での欠席裁判で死刑判決）は、スペイン北部サン・セバスティアン（San Sebastián）の海岸に不時着して重傷を負い、現地の病院に収容された。当時のスペインの支配者フランコ将軍は、デグレルの身柄を引き渡すかベルギーへ送還するようにとの連合国からの要請を断り、デグレルに対してスペインに留まることを許した。
1954年、デグレルはホセ・レオン・ラミレス・レイナ（José León Ramírez Reina）という名でスペインの市民権を獲得した。その後は実業の世界で活躍しつつ多くの著書を出版するなどして晩年まで裕福な生活を送る一方、戦後のヨーロッパにおける極右運動・ホロコースト否認論者・ネオファシズム運動の大物として名を馳せた。
ただし、戦後のレオン・デグレルの著書および活動のおかげで、第二次世界大戦中にドイツの軍務に就いたワロン人義勇兵たちは戦後のヨーロッパ社会において最も疎外された大戦経験者となった。そして、大戦を生き延びたワロン人義勇兵の生存者の多くは、大戦の最後の場面で自分たちを置き去りにしたデグレルを生涯許さなかった。
1994年4月1日、レオン・デグレルはスペインのマラガ（Málaga）で亡くなった。満87歳没。

## 指揮官
| 着任      | 離任                    | 階級（着任当時） | 氏名                                                |
| --------- | ----------------------- | ---------------- | --------------------------------------------------- |
| 1941年8月 | 1942年1月（除隊）       | 上級大尉         | ジョルジュ・ジャコブ Georges Jacobs                 |
| 1942年1月 | 1942年3月（罷免）       | 大尉             | ピエール・ポーリー（B.E.M.） Pierre Pauly（B.E.M.） |
| 1942年4月 | 1942年6月（部署異動）   | 大尉             | ゲオルゲス・チエーホフ Georges Tchekhoff            |
| 1942年6月 | 1943年6月（大隊再編制） | 中尉             | リュシアン・リッペール Lucien Lippert               |

| 着任                                     | 離任                                              | 階級（着任当時） | 氏名                                  |
| ---------------------------------------- | ------------------------------------------------- | ---------------- | ------------------------------------- |
| 1943年6月                                | 1944年2月13日（戦死）                             | SS少佐           | リュシアン・リッペール Lucien Lippert |
| 1944年2月14日 （公式認知は1944年9月3日） | 1944年9月（旅団再編制）                           | SS大尉           | レオン・デグレル Léon Degrelle        |
| 1944年6月21日 （書類上の指揮官）         | 1944年9月（デグレルが正式に指揮官に就任したため） | SS上級大佐       | カール・ブルク Karl Burk              |

| 着任      | 離任                 | 階級（着任当時） | 氏名                           |
| --------- | -------------------- | ---------------- | ------------------------------ |
| 1944年9月 | 1945年5月8日（終戦） | SS少佐           | レオン・デグレル Léon Degrelle |

## 年譜

### 1941年7月～8月
- ワロン義勇軍（Corps Franc Wallonie）
- ワロニー部隊（Légion Wallonie）
- 「ベルギー」ワロニー部隊（Légion 'Belge' Wallonie）

### 1941年8月
- ワロニー部隊（Légion Wallonie） / 第373ワロン歩兵大隊（Wallonische Infanteriebataillon 373）

所属先
- 第101猟兵師団（1941年12月10日～[1942年5月16日]）
- 第100猟兵師団 / 「マルクリ」戦闘団（Kampfgruppe Markulj）（1941年1月～1942年2月16日）
- 第100猟兵師団 / 「トレーガー」戦闘団（Kampfgruppe Tröger）（1942年2月17日）
- 第100猟兵師団から第101猟兵師団へ復帰（1942年2月17日～5月16日）
- 第68歩兵師団（1942年5月17日～5月20日）
- 第97猟兵師団（1942年5月21日～1942年11月18日）

### 1943年6月1日
- SS義勇旅団「ヴァロニェン」（SS-Freiwilligen-Brigade „Wallonien“）（1943年6月1日～7月3日）
- SS突撃旅団「ヴァロニェン」（SS-Sturmbrigade „Wallonien“）（1943年7月3日～1944年3月）
- 第5SS義勇突撃旅団「ヴァロニェン」（5. SS-Freiwilligen-Sturmbrigade „Wallonien“）（1944年3月～9月18日）

所属先
- 第5SS装甲師団「ヴィーキング」（1943年11月～1944年2月）
- 第3ゲルマンSS装甲軍団 / 「ヴァグナー」戦闘団（Kampfgruppe Wagner）（1944年8月）

### 1944年9月
- SS義勇擲弾兵師団「ヴァロニェン」（SS-Freiwilligen-Grenadier-Division „Wallonien“）（1944年9月18日付の命令により10月19日に創設）
- 第28SS義勇擲弾兵師団「ヴァロニェン」（28. SS-Freiwilligen-Grenadier Division „Wallonien“）（1944年10月19日）
- （第28SS義勇装甲擲弾兵師団「ヴァロニェン」（28. SS-Freiwilligen-Panzer-Grenadier Division „Wallonien“））※これは書類上の予定名称であったが、「ヴァロニェン」師団は装甲擲弾兵師団として編制されなかった。

所属先
- 第3ゲルマンSS装甲軍団（1945年2月～3月）
- SS師団集団「ミュラー」（SS-Divisiongruppe Müller）（1945年4月15日）

## 師団戦闘序列
師団誕生期（1944年秋）の「ヴァロニェン」の（書類上の）戦闘序列は次の通り。
- 師団本部
  - 作戦将校（Ia）、補給将校（Ib）、情報将校（Ic）
- 第69SS擲弾兵連隊「ティリー伯セルクラエス」（69 Rgt ('t Serclaes de Tilly)）
- 第70SS擲弾兵連隊「ブコア」（70 Rgt (Bucquoy)）
- 第71SS擲弾兵連隊（未編制）
- 第28SS戦車猟兵大隊（Panzer Jäger Abteilung 28.）
- 第28SSフュージリア大隊（Fusilier Btl 28.）
- 第28SS砲兵連隊（Artillerie Rgt 28.）
- 第28SS工兵大隊（Pionier Btl 28.）
- 第28SS通信大隊（Nachrichten Abteilung 28.）
- その他（車列、修理部隊、補給部隊、医療部隊、庶務）

## ドイツ人連絡将校
1941年～1945年の間にドイツ陸軍と武装親衛隊のワロン人部隊に所属したドイツ人連絡将校の一覧。
| 氏名・階級                                                               | 部隊                                 | 時期                           | 備考 |
| ------------------------------------------------------------------------ | ------------------------------------ | ------------------------------ | --- |
| レッピン少尉 Lt. Leppin                                                  | 第373ワロン歩兵大隊                  | 1941年8月 - 1942年1月          | |
| エーリヒ・フォン・レーエ（博士）大尉 Hptm. Dr. Erich von Lehe            | 第373ワロン歩兵大隊                  | 1942年3月 - 1942年11月         | |
| ディーツル大尉 Hptm. Dietzl                                              | 第373ワロン歩兵大隊                  | ？                             | 第3連絡将校代理（第3連絡将校が不在のため、第4連絡将校が着任するまでの代行） |
| フォン・ラベナウ騎兵大尉 Rittmeister von Rabenau                         | 第373ワロン歩兵大隊                  | 1942年3月                      | 1942年3月の増援部隊と共に着任（新兵の訓練責任者） |
| アルフレート・ヴェゲナーSS中佐 SS-Ostubaf. Alfred Wegener                | SS突撃旅団「ヴァロニェン」           | 1943年6月 - 1944年2月          | コルスン包囲戦で戦死 |
| ハンス・ドレクセルSS大尉 SS-Hstuf. Hans Drexel                           | SS突撃旅団「ヴァロニェン」           | 1944年1月13日 - 1944年2月13日  | 騎士鉄十字章佩用者。コルスン包囲戦においてレオン・デグレルを補佐した「ヴィーキング」師団の将校 |
| ブルーノ・シュルツSS中佐 SS-Ostubaf. Bruno Schulz                        | 第36SS装甲擲弾兵訓練・補充大隊       | 1944年2月13日 - 1944年9月5日   | ヴィルトフレッケン演習場に駐屯している第36SS補充大隊（「ヴァロニェン」旅団の兵員補充部隊）勤務の連絡・教導将校 |
| カール・シェーファーSS中尉 SS-Ostuf. Karl Schaefer                       | 「ヴァロニェン」戦闘団               | 1944年8月                      | エストニア戦線におけるドイツ人連絡将校（レオン・デグレルを監視するために親衛隊全国指導者ハインリヒ・ヒムラーが「ヴァロニェン」に送り込んだスパイ。デグレルの（政治的・社会的な）言動を親衛隊保安部（SD）へ報告する責任を負っていた） |
| ヨハン・ニコラウス・ハイルマンSS上級大佐 SS-Obf. Johan Nikolaus Heilmann | 第28SS義勇擲弾兵師団「ヴァロニェン」 | 1944年12月12日 - 1945年1月15日 | 師団編制指揮官 |
| デッカーズSS少尉 SS-Ustuf. Deckers                                       | 第28SS義勇擲弾兵師団「ヴァロニェン」 | 1944年12月 - 1945年1月         | ルントシュテット攻勢の期間中、デグレルの特殊部隊に同行したドイツ人連絡将校 |
| ハーンSS中佐 SS-Ostubaf. Hahn                                            | 第28SS義勇擲弾兵師団「ヴァロニェン」 | 1945年3月                      | |

## 騎士鉄十字章受章者

### 騎士鉄十字章（Ritterkreuz）
- レオン・デグレル（Léon Degrelle） 1944年2月20日
- レオン・ジリス（Léon Gillis） 1944年9月30日
- ジャック・ルロア（Jacques Leroy） 1945年4月20日

### 柏葉付騎士鉄十字章（Eichenlaub）
- レオン・デグレル（Léon Degrelle） 1944年8月27日

## 戦死したワロン人将校
第二次世界大戦中に東部戦線で戦死した（もしくは行方不明となった）ドイツ国防軍および武装親衛隊のワロン人将校の一覧。
| 日付          | 死没地          | 氏名・階級                                  | 役職      | 備考                                                                                     |
| ------------- | --------------- | ------------------------------------------- | --------- | ---------------------------------------------------------------------------------------- |
| 1941年12月2日 | Grichino-Selo   | ルネ・デュプレ大尉 Hptm. René Duprés        | 第4中隊長 | 地雷を踏んで死亡。                                                                       |
| 1942年2月28日 | Gromowaja-Balka | アルトゥール・ブイズ中尉 Olt. Arthur Buydts | 第4中隊長 | 2月28日午前8時、村の中心部で繰り広げられた白兵戦で戦死。                                 |
| 1942年2月28日 | Gromowaja-Balka | レオポルド・ティス少尉 Lt. Léopold Thys     | 第3中隊長 | 2月28日午前11時、大隊本部前に着弾した榴散弾の破片を浴びて戦死。                          |
| 1942年8月26日 | Tcheriakoff     | ジョン・アジュマン少尉 Lt. John Hagemans    | 第3中隊   | レクシズム青少年部指導者。ソビエト赤軍の迫撃砲弾で重傷を負って死亡（死後、少尉に特進）。 |

| 日付           | 死没地                                | 氏名・階級                                                                                   | 役職                      | 備考                                                         |
| -------------- | ------------------------------------- | -------------------------------------------------------------------------------------------- | ------------------------- | ------------------------------------------------------------ |
| 1943年12月13日 | Komunam-Kommintern（Komuakuomintern） | ユベール・ヴァン・エゼSS少尉 SS-Ustuf. Hubert Van Eyzer                                      | 第1中隊第1小隊長          | 小隊を率いて偵察中、敵の待ち伏せに遭遇して行方不明（戦死）。 |
| 1944年2月10日  | Derenkowetz                           | ゴメール・アントニッセンSS大尉 SS-Hstuf. Gommaire Anthonissen                                | 旅団参謀                  | 行方不明。                                                   |
| 1944年2月13日  | Nowo-Buda                             | リュシアン・リッペールSS少佐 SS-Stubaf. Lucien Lippert                                       | 旅団指揮官                | 最前線の状況を確認中、ソビエト赤軍狙撃兵の狙撃によって戦死。 |
| 1944年2月17日  | Kamarow                               | フランソワ・ダラSS少尉 SS-Ustuf. François Darras                                             | 第5（対戦車砲）中隊小隊長 | 行方不明。                                                   |
| 1944年2月17日  | Kamarow                               | ロティスラフ（ニコラス）・ザヴァドスキー特別指揮官 Sonderführer Rotislaw（Nicolas） Zavadsky | 第4中隊小隊長             | 白系ロシア人。コルスン包囲戦脱出の際に行方不明。             |

| 日付          | 死没地 | 氏名・階級                                                         | 役職          | 備考                                                         |
| ------------- | ------ | ------------------------------------------------------------------ | ------------- | ------------------------------------------------------------ |
| 1944年8月14日 | Liiva  | ジャック（ルネ）・ヴェランヌSS少尉 SS-Ustuf. Jacques(René) Verenne | 第4中隊小隊長 | 小隊を率いて偵察中、敵の待ち伏せに遭遇して行方不明（戦死）。 |
| 1944年8月19日 | Patska | マルセル・カポンSS少尉 SS-Ustuf. Marcel Capoen                     | 第2中隊小隊長 | Patska村の風車小屋への突撃で戦死。                           |
| 1944年8月19日 | Patska | マルク・ウィレムSS少尉 SS-Ustuf. Marc Willem                       | 第2中隊長     | Patska村の風車小屋への突撃で戦死。                           |

| 日付          | 死没地         | 氏名・階級                                                    | 役職                                         | 備考                                                             |
| ------------- | -------------- | ------------------------------------------------------------- | -------------------------------------------- | ---------------------------------------------------------------- |
| 1945年1月     | Breslau-Lissa  | ジョルジュ・デュピールSS少尉 SS-Ustuf. Georges Dupire         | 第69SS擲弾兵連隊付歩兵砲中隊（編制中）指揮官 |                                                                  |
| 1945年2月9日  | Müscherin      | アンドレ・ヴァンケンボシュSS少尉 SS-Ustuf. André Vinckenbosch | 師団本部情報将校                             | 偵察中に行方不明。                                               |
| 1945年2月12日 | Krüssow        | アンリ・リュSS少尉 SS-Ustuf. Henri Rue                        | 第69SS擲弾兵連隊第5中隊長                    | 反撃作戦中に戦死。                                               |
| 1945年2月17日 | Lindenberg     | ジャック・ポールSS少尉 SS-Ustuf. Jacques Poels                | 第69SS擲弾兵連隊第7中隊小隊長                | パンツァーファウストで敵戦車を攻撃中に戦死。                     |
| 1945年2月17日 | Lindenberg     | ジャック・カペルSS中尉 SS-Ostuf. Jacques Capelle              | 第69SS擲弾兵連隊第7中隊長                    | 27時間に渡る死闘の末に重傷を負い、敵兵に捕まる寸前に拳銃で自決。 |
| 1945年3月1日  | Schneiderfelde | アンリ・ニゼSS少尉 SS-Ustuf. Henri Nizet                      | 第69SS擲弾兵連隊第3中隊小隊長                | 至近距離で榴弾（もしくは手榴弾）が爆発して戦死。                 |
| 1945年3月6日  | Lübow          | デジレ・ルコックSS少尉 SS-Ustuf. Désiré Lecocq                | 第69SS擲弾兵連隊第7中隊長                    |                                                                  |
| 1945年3月6日  | Lübow          | ルディ・バルSS少尉 SS-Ustuf. Rudi Bal                         | 第70SS擲弾兵連隊第2中隊小隊長                |                                                                  |

| 日付          | 死没地        | 氏名・階級                                        | 役職             | 備考                                   |
| ------------- | ------------- | ------------------------------------------------- | ---------------- | -------------------------------------- |
| 1945年3月18日 | Altdamm       | ルネ・セーレSS少尉 SS-Ustuf. René Serlet          | 第4中隊小隊長    |                                        |
| 1945年4月20日 | Schillersdorf | ダニエル・ウーテルSS少尉 SS-Ustuf. Daniel Wouters | 第1中隊第1小隊長 |                                        |
| 1945年4月20日 | Schillersdorf | ジョゼ・ゲルツSS少尉 SS-Ustuf. José Görtz         | 第2中隊第2小隊長 |                                        |
| 1945年4月20日 | Schillersdorf | アンリ・ティッセンSS大尉 SS-Hstuf. Henri Thyssen  | 第4中隊長        | ソビエト赤軍狙撃兵の狙撃によって戦死。 |

| 日付                      | 死没地      | 氏名・階級                                                                                      | 役職                          | 備考                                                                   |
| ------------------------- | ----------- | ----------------------------------------------------------------------------------------------- | ----------------------------- | ---------------------------------------------------------------------- |
| 1945年4月22日もしくは23日 | Neu-Rosow   | アルベール・ヴェルポールタンSS少尉 SS-Ustuf. Albert Verpoorten                                  | 第69SS擲弾兵連隊第I大隊副官   | 至近距離で榴弾（もしくは手榴弾）が爆発して戦死。                       |
| 1945年4月27日             | Schönwerder | ピエール・ド・バッケル・ド・レヴィユ（伯爵）SS少尉 SS-Ustuf. (Count)Pierre de Backer de Réville | 第69SS擲弾兵連隊第5中隊小隊長 | 白兵戦で建物内を掃討中、ソビエト赤軍のロケット弾が建物に直撃して戦死。 |

## ワロン人部隊の外国人義勇兵
1941年から1945年までの間に、第二次世界大戦中のドイツ国防軍、次いで武装親衛隊に所属したワロン人部隊にはワロン人とドイツ人以外に少なくとも以下の国籍を持つ者が勤務していた。
- ベルギー（フラマン人）
- フランス
- オランダ
- モナコ（1名）
- ロシア帝国（白系ロシア人）
- ソビエト連邦ウクライナ[注 36]
- フィンランド（1名）
- ポーランド
- ルーマニア
- スイス
- イタリア
- アメリカ（1名）[人物 19]
- スペイン[注 37]
- ハンガリー
- チェコスロバキア
- スウェーデン（1名）[人物 20]
- ルクセンブルク

その他、1名のユダヤ人が1942年3月に入隊したが、1943年6月にワロン人部隊が武装親衛隊へ移籍した際に身元を明らかにされ、ベルギーへ送り返された。

### 人物
1. ↑  ジョルジュ・ジャコブ上級大尉（Captain-Commandant Georges Jacobs）：ワロニー部隊（第373ワロン歩兵大隊）初代指揮官
1893年12月7日、ベルギー王国アントワープ生まれ。第一次世界大戦にも従軍したベルギー軍将校で、レクシズム支持者。
第二次世界大戦中の1941年8月、ワロニー部隊（第373ワロン歩兵大隊）の初代指揮官に就任（1942年1月、高齢を理由に除隊）。
1944年秋、連合軍によってベルギーがナチス・ドイツの占領下から解放された時期にドイツへ避難。その後はSS少佐（SS-Sturmbannführer）に任官したが、第28SS義勇擲弾兵師団「ヴァロニェン」の戦闘部隊には参加しなかった（師団本部付将校）。
1964年、スペインのマドリードで死去。

«出典»
  - Eddy de Bruyne & Marc Rikmenspoel "For Rex and for Belgium: Léon Degrelle and Walloon Political & Military Collaboration 1940-1945"（Helion & Co., 2004）p139, 199
  - Théo Verlaine "La Légion Wallonie"（De Krijger, 2006）p336
2. ↑  ギュスターヴ・アダム（Gustav Adam）：ドイツ陸軍ワロン人義勇兵初の戦死者
1922年、ベルギー王国リクサンサール（Rixensart）生まれ。1941年8月8日、ワロニー部隊（第373ワロン歩兵大隊）に入隊（隊員番号274）。
1941年11月13日、ソビエト連邦のパヴログラード（Pavroglad）で戦死し、東部戦線で戦死した最初のドイツ陸軍ワロン人義勇兵となった。

«出典»
  - Verlaine 前掲書 p51, 52, 322
3. ↑  ルネ・デュプレ大尉（Hptm. René Duprés）：ドイツ陸軍ワロン人将校初の戦死者（ワロニー部隊（第373ワロン歩兵大隊）初代第4中隊長）
1909年2月2日、ベルギー王国アントワープ・ウィルレイク（Wilrijk）生まれ。ベルギー陸軍砲兵大尉。1941年8月8日、ワロニー部隊（第373ワロン歩兵大隊）に入隊（隊員番号55）し、第4中隊長に就任。
1941年12月1日、ソビエト連邦のグリチノ＝セロで地雷を踏んで死亡し、東部戦線で戦死した最初のドイツ陸軍ワロン人将校となった（満32歳没）。
«出典»
  - de Bruyne & Rikmenspoel 前掲書 p99
  - Verlaine 前掲書 p332
4. ↑  アルトゥール・ブイズ中尉（Olt. Arthur Buydts）：ワロニー部隊（第373ワロン歩兵大隊）第4中隊長
1899年5月27日、ベルギー王国ブリュッセル・エテルビーク（Etterbeek）生まれ。ベルギー陸軍予備役少尉。1941年8月8日、ワロニー部隊（第373ワロン歩兵大隊）に入隊（隊員番号34）。
1942年2月28日、第373ワロン歩兵大隊第4中隊長としてグロモヴァヤ＝バルカの戦いに参加し、同日午前8時、村の中心部で繰り広げられた白兵戦で戦死した（満42歳没）。

«出典»
  - de Bruyne & Rikmenspoel 前掲書 p103, 201
  - Verlaine 前掲書 p326
5. ↑  レオポルド・ティス少尉（Lt. Léopold Thys）：ワロニー部隊（第373ワロン歩兵大隊）第3中隊長
1917年1月5日、ベルギー王国ブリュッセル・アンデルレヒト（Anderlecht）生まれ。ベルギー陸軍将校。1941年8月8日、ワロニー部隊（第373ワロン歩兵大隊）に入隊（隊員番号465）。
1942年2月28日、第373ワロン歩兵大隊第3中隊長としてグロモヴァヤ＝バルカの戦いに参加し、同日午前11時、大隊本部前に着弾した榴散弾の破片を浴びて戦死した（満25歳没）。

«出典»
  - de Bruyne & Rikmenspoel 前掲書 p103,210
  - Verlaine 前掲書 p348
6. ↑  ピエール・ポーリー大尉（Hptm Pierre Pauly）：ワロニー部隊（第373ワロン歩兵大隊）2代目指揮官
1908年4月25日、ベルギー王国生まれ。ベルギー陸軍参謀大学卒のベルギー陸軍将校。1940年5月の「18日間戦争」（ベルギーの戦い）でドイツ軍の捕虜となり、リュッケンヴァルデ（Lückenwalde）の捕虜収容所（Stammlager III A）に収監。
その後は東部戦線に志願して捕虜収容所を釈放され、1942年1月1日、第373ワロン歩兵大隊の2代目指揮官として着任。1942年2月28日のグロモヴァヤ＝バルカの戦いでは厳しい戦況の中で反撃を決行し、敵に制圧された土地の奪還に成功。この功績により同年3月2日、二級鉄十字章を受章した。
しかし、レクシズム党首のレオン・デグレルとの対立が原因で指揮官の座を更迭され、ベルギーへ帰国。数年後、1944年8月17日から18日にかけてクールセル（Courcele）で発生した民間人（レジスタンスのメンバー）虐殺事件に加担。1944年秋、ベルギーが連合軍によって解放されるとドイツへ避難したが、ドイツの軍務に再び就くことは無かった。
戦後、先の民間人虐殺事件に加担した罪によってベルギーの裁判所で死刑判決を受け、1948年6月21日に銃殺刑が執行された（満40歳没）。

«出典»
  - de Bruyne & Rikmenspoel 前掲書 p178, 200
7. ↑  ジャン・ヴェルメール少尉（Lt. Jean Vermeire）：武装親衛隊ワロン人部隊と国家保安本部（ベルリン）の連絡将校
1918年9月28日、イギリス・ロンドン生まれのワロン人。戦前はレオン・デグレル経営の出版社に勤めていた（同社の雑誌「Le Pays réel」の記者）。第二次世界大戦勃発後の1940年5月、「18日間戦争」（ベルギーの戦い）に参加し、ベルギーに侵攻したドイツ軍と交戦。
1941年8月8日、ワロニー部隊（第373ワロン歩兵大隊）へ入隊し、少尉に任官。1942年1月からはデグレルの命令によってベルギー本国に戻り、義勇兵募集活動に従事した。
武装親衛隊移籍後の1943年6月から1944年8月の間はベルリンの国家保安本部（RSHA）との連絡将校を務め、1945年1月30日、SS大尉に昇進。第28SS義勇擲弾兵師団「ヴァロニェン」での役職は不明であるが、1945年4月、「ヴァロニェン」師団への入隊を拒んだワロン人労働者のレックニッツ（Löcknitz）における対戦車障害物建設工事を監督した。
ジャン・ヴェルメールは大戦を生き延びたが、戦後、ベルギーで対独協力者を対象とした裁判にかけられた（その後の消息は不明）。

«出典»
  - de Bruyne & Rikmenspoel 前掲書 p164, 201, 272
  - Verlaine 前掲書 p350
8. ↑  カミーユ・ボスキオン少尉（Lt. Camille Bosquion）：ナミュールのワロン人義勇兵募集事務所・補充大隊の責任者
1905年8月13日、ベルギー王国ブラバン・ワロン州ジョーシュ（Jauche）生まれ。1941年8月8日、ワロニー部隊（第373ワロン歩兵大隊）に入隊し、曹長に任官（1942年2月10日、上級曹長に昇進）。
1942年2月28日のグロモヴァヤ＝バルカの戦いでは第4中隊の機関銃小隊長として活躍し、二級鉄十字章を受章した36名のワロン人義勇兵のうちの1名となった。戦死した第4中隊長アルトゥール・ブイズ中尉の後任として戦闘後に第4中隊長に就任（1942年6月1日、戦地任官によって少尉に昇進）。1942年8月のコーカサス戦線（ブラウ作戦）後に除隊してベルギーに帰国したが、1943年6月1日、第373ワロン歩兵大隊が武装親衛隊に移籍したことに伴ってSS少尉に任官。
ベルギー帰国後はナミュールのワロン人義勇兵募集事務所および補充大隊の責任者となり、後にSS中尉に昇進。1944年2月1日、ワロン地域圏の有名な対独レジスタンス活動家であるフランソワ・ボヴェス（François Bovesse）の殺害に関与した。
1944年6月3日、カミーユ・ボスキオンはナミュール市内で（おそらくレジスタンス組織が仕組んだ）自動車事故に遭って死亡した（満38歳没）。
«出典»
  - Bruyne & Rikmenspoel 前掲書 p103, 104, 201, 272
  - Verlaine 前掲書 p325
9. ↑  ユベール・ヴァン・エゼSS少尉（SS-Ustuf. Hubert Van Eyzer）：SS突撃旅団「ヴァロニェン」第1中隊第1小隊長
1920年1月27日、ベルギー王国の首都ブリュッセル生まれ。
1941年8月8日、ワロニー部隊（第373ワロン歩兵大隊）に入隊。1942年2月末のグロモヴァヤ＝バルカの戦いで活躍し、二級鉄十字章を受章した36名のワロン人義勇兵のうちの1名となった。
1943年6月1日、武装親衛隊への移籍に伴い、SS少尉に任官。1943年12月13日、SS突撃旅団「ヴァロニェン」第1中隊第1小隊を率いて偵察中、ウクライナ・チェルカースィのコムナム＝コミンテルン（Komunam-Kommintern）地方で敵の待ち伏せに遭遇して戦死した（満23歳没）。

«出典»
  - DEUTSCHES ROTES KREUZ - SUCHDIENST MÜNCHEN - "VERMISSTENBILDLISTE" 28. SS Freiw. Gren. Div. "Wallonien" Stab, Begl. Kp., Feldgend. Kp. 28 u. Kriegsber. Zug（ドイツ赤十字作成の行方不明者リスト・「ヴァロニェン」師団の項目）
  - de Bruyne & Rikmenspoel 前掲書 p103, 210, 272
  - Verlaine 前掲書 p349
10. ↑  ジャック（ルネ）・ヴェランヌSS少尉（SS-Ustuf. Jacques(René) Verenne）：「ヴァロニェン」戦闘団第4中隊の小隊長
1924年7月3日、ベルギー王国シャルルロワ・マルシネル（Marcinelle）生まれ。1941年8月8日、ワロニー部隊（第373ワロン歩兵大隊）に入隊。1942年2月、グロモヴァヤ＝バルカの戦いで負傷。
1943年6月1日の武装親衛隊移籍後はバート・テルツSS士官学校に入校し、第11期戦時教育課程（11. Kriegslehrgang）を履修。バート・テルツSS士官学校卒業後の1944年6月21日、SS少尉に任官した。
1944年8月14日、「ヴァロニェン」戦闘団第4中隊の1個小隊を率いて偵察中、エストニアのLiivaで敵の待ち伏せに遭遇して戦死（満20歳没）。エストニア戦終了後、（おそらく）SS中尉に特進した。

«出典»
  - de Bruyne & Rikmenspoel 前掲書 p210
  - Verlaine 前掲書 p280, 317, 349
11. ↑  マルク・ウィレムSS少尉（SS-Ustuf. Marc Willem）：「ヴァロニェン」戦闘団第2中隊長
1919年6月21日生まれ（生誕地は不明）。ワロニー部隊（第373ワロン歩兵大隊）に入隊した時期は不明であるが、武装親衛隊に移籍した後はバート・テルツSS士官学校第11期戦時教育課程を卒業。1944年6月21日にSS少尉に任官した。
1944年8月19日、「ヴァロニェン」戦闘団第2中隊長としてエストニアのPatska攻撃に参加し、村の風車小屋へ突撃する際に戦死（満25歳没）。エストニア戦終了後、（おそらく）SS中尉に特進した。

«出典»
  - de Bruyne & Rikmenspoel 前掲書 p211
  - Verlaine 前掲書 pp.316-317.
  - Léon Degrelle "Campaign in Russia: The Waffen SS on the Eastern Front"（Crecy Books, 1985）p239
12. ↑  マルセル・カポンSS少尉（SS-Ustuf. Marcel Capoen）：「ヴァロニェン」戦闘団第2中隊の小隊長
1921年4月11日、フランス共和国ソンム県アミアン・サルエル（Salouël）生まれ。1941年8月8日、ワロニー部隊（第373ワロン歩兵大隊）に入隊し、1942年8月のコーカサス戦線に従軍した。
武装親衛隊に移籍した後はバート・テルツSS士官学校に入校し、第11期戦時教育課程を履修。バート・テルツSS士官学校卒業後の1944年6月21日、SS少尉に任官した。
1944年8月19日、「ヴァロニェン」戦闘団第2中隊の小隊長としてエストニアのPatska攻撃に参加し、村の風車小屋へ突撃する際に戦死（満23歳没）。エストニア戦終了後、（おそらく）SS中尉に特進した。
なお、マルセル・カポンは1944年8月のエストニア戦線で戦死したが、1945年2月20日、ブリュッセル軍事裁判所における欠席裁判で有罪判決を受け、1945年11月7日にベルギー国籍を剥奪された。
«出典»
  - de Bruyne & Rikmenspoel 前掲書 p205
  - Verlaine 前掲書 p326
  - Axis History Forum - Foreign Volunteers & Collaboration - Marcel Capoen。
13. ↑  マルセル・トマSS少尉（SS-Ustuf. Marcel Thomas）：「ヴァロニェン」戦闘団第2中隊の小隊長
1915年12月13日生まれ（生誕地は不明）。1941年8月（8日？）、ワロニー部隊（第373ワロン歩兵大隊）に入隊。
武装親衛隊に移籍した後はバート・テルツSS士官学校に入校し、第11期戦時教育課程を履修。バート・テルツSS士官学校卒業後の1944年6月21日、SS少尉に任官。1944年8月19日、「ヴァロニェン」戦闘団第2中隊の小隊長としてエストニアのPatska攻撃に参加し、重傷を負った。エストニア戦終了後の1944年11月9日、SS中尉に昇進。一級鉄十字章受章。
マルセル・トマは大戦を生き延びた（が、その後の消息は不明）。
«出典»
  - de Bruyne & Rikmenspoel 前掲書 p129, 211
14. ↑  ジョルジュ・リュエルSS中尉（SS-Ostuf. Georges Ruelle）：1944年8月のエストニア戦線における「ヴァロニェン」戦闘団指揮官
1910年4月23日、ベルギー王国エノー州カレニョン（Quaregnon）生まれ。ベルギー陸軍下士官で、レクシズム党員。
1941年8月8日、ワロニー部隊（第373ワロン歩兵大隊）に入隊し、曹長に任官（1942年1月20日、上級曹長に昇進）。
1942年2月28日のグロモヴァヤ＝バルカの戦いでは第3中隊第3小隊長として村の外の友軍部隊との連絡役を任された（が、彼の小隊はソビエト赤軍2個歩兵連隊の攻撃によって一蹴されてしまった）。戦死した中隊長レオポルド・ティス少尉の後任として戦闘後に第3中隊長に就任（1942年6月1日、戦地任官によって少尉に昇進）。1942年8月のコーカサス戦線（ブラウ作戦）に従軍したが、病気（風土病）によって1942年9月から1943年1月15日まで戦線を離脱した。
1943年2月15日からはベルギー本国でレクシズムの準軍事組織の1つである「ワロン親衛隊」（Garde Wallonne）の副官やその他の組織の要職を務めた。1943年10月にSS突撃旅団「ヴァロニェン」に復帰し、同旅団の第10中隊長に就任（1943年12月1日、SS中尉に昇進）。
1944年8月のエストニア戦線でリュエルは「ヴァロニェン」戦闘団の指揮官を務めたが、8月25日（もしくは8月23日）の戦闘で負傷した（戦闘後の1944年11月9日、1階級特進によってSS大尉に昇進）。その後、第28SS義勇擲弾兵師団「ヴァロニェン」では第70SS擲弾兵連隊第I大隊長に就任したが、1945年2月17日から3月17日の間はギュストロー陸軍学校 (Heereschule Güstrow) で第26期大隊指揮官教育課程 (26. Btl u. Abt. Führer Lehrgang) を受講しており、ポメラニア戦線には参加していなかった。
ジョルジュ・リュエルは大戦を生き延び、戦後の1981年に西ドイツで死去した。

«出典»
  - de Bruyne & Rikmenspoel 前掲書 p103, 104, 129, 133, 141, 201
  - Verlaine 前掲書 p346
15. ↑  トニー・ゴンベルトSS少尉（SS-Ustuf. Tony Gombert）：「ヴァロニェン」師団長レオン・デグレルの副官を務めたフラマン人将校
1924年3月30日生まれ（生誕地は不明）のフラマン人。レクシズム支持者。第27SS義勇擲弾兵師団「ランゲマルク」出身で、1944年9月に「ヴァロニェン」に移籍。デグレルの副官を務めた（その後の消息は不明）。
«出典»
  - de Bruyne & Rikmenspoel 前掲書 p207
16. ↑  マルセル・ボニヴェルSS大尉（SS-Hstuf. Marcel Bonniver）：「ヴァロニェン」師団第69SS擲弾兵連隊第II大隊長（1945年4月）
独ソ戦でドイツ陸軍・武装親衛隊のワロン人部隊が赴いた全ての戦線に参加した3名のワロン人義勇兵のうちの1名（他の2名はレオン・デグレルとレオン・ジリス）。
1905年1月20日、ベルギー王国シャルルロワ・ジリー（Gilly）生まれ。戦前は整備士として働いていたレクシズム党員で、1941年8月8日、ワロニー部隊（第373ワロン歩兵大隊）に入隊（階級は二等兵）。1942年2月末のグロモヴァヤ＝バルカの戦いの後、第4中隊の小隊長に就任（階級は軍曹）し、8月のコーカサス戦線（ブラウ作戦）に参加した。
1943年6月1日、武装親衛隊への移籍に伴ってSS少尉に任官。SS突撃旅団「ヴァロニェン」では第4中隊長を務め、1943年秋から1944年2月にかけてウクライナ戦線（コルスン包囲戦）に参加。1944年4月1日、シャルルロワ～ブリュッセルで催された凱旋パレードでレオン・デグレルから直々に一級鉄十字章を授与された。
1944年4月20日、SS中尉に昇進。1944年8月のエストニア戦線では「ヴァロニェン」戦闘団第4中隊長を務め、戦闘後の1944年11月9日（もしくは9月9日）、一階級特進によってSS大尉に昇進した。
第28SS義勇擲弾兵師団「ヴァロニェン」では第69SS擲弾兵連隊第4中隊長を務め、1945年2月～3月のポメラニア戦線に参加。3月6日、負傷した大隊長アンリ・デリクスSS大尉に代わって一時的に第I大隊を指揮。3月中旬に結成された「デリクス」戦闘団には参加せず、戦線後方での師団再編制に携わった。
1945年4月15日、「ヴァロニェン」師団の最後の戦いに志願する者を集め、第69SS擲弾兵連隊第II大隊長として前線に復帰。彼の大隊は4月26日から27日にかけてプレンツラウ（Prenzlau）近郊のシェーンヴェルダー（Schönwerder）でソビエト赤軍と激戦を繰り広げた。1945年5月3日、「ヴァロニェン」師団の生存者とともにシュヴェリーンでアメリカ軍に降伏。
マルセル・ボニヴェルは大戦を生き延び、戦後の1983年12月26日に死去した（満78歳没）。

«勲章»
  - 東部戦線従軍記章
  - 二級鉄十字章
  - レックス名誉勲章
  - 1940年5月10日記念レクシズム名誉党員章
  - 一級鉄十字章
  - 歩兵突撃章銀章
  - 白兵戦章銀章
  - 戦傷章銀章

なお、Verlaine 前掲書 p325には「ドイツ十字章金章保持者」（Titulaire  entre autres de la Croix allemande en or (DKiG)）という一文がある（出典は明記されていない）。

«出典»
  - de Bruyne & Rikmenspoel 前掲書 p118, 130, 164, 168, 170, 207
  - Verlaine 前掲書 p325
17. ↑  ルイ・フィーラン（Louis Fierens）：ドイツ陸軍第373ワロン歩兵大隊2代目カトリック従軍司祭（後に武装親衛隊ワロン人義勇兵部隊のカトリック従軍司祭）
生年月日・生誕地不明。1942年12月15日にワロニー部隊（第373ワロン歩兵大隊）に加わったカトリック従軍司祭。1943年6月に第373ワロン歩兵大隊が武装親衛隊に移籍した結果として、武装親衛隊（のワロン人義勇兵部隊）初のカトリック従軍司祭となった（ただし、最後まで武装親衛隊の制服は着用せず、ドイツ国防軍の制服を着て勤務した）。
1943年秋から1944年2月までSS突撃旅団「ヴァロニェン」と共に東部戦線に従軍し、コルスン包囲戦から生還したが、それから間を置かずして除隊。戦後のベルギーで行われた裁判では不起訴となった（その後の消息は不明）。
«出典»
  - de Bruyne & Rikmenspoel 前掲書 p178, 215, 220
18. ↑  ピエール・ド・バッケル・ド・レヴィユSS少尉（SS-Ustuf. Pierre de Backer de Réville）：終戦の直前に「ヴァロニェン」師団に志願入隊したベルギー貴族
生年月日・生誕地不明のベルギー貴族（伯爵）。元ベルギー軍予備役将校（1940年5月のベルギーの戦いでドイツ軍の捕虜となった）。1945年4月にプレンツラウのベルギー軍将校専用収容所（Offizierslager IIA）から解放されたが、その直後に「ヴァロニェン」師団に志願入隊してSS少尉に任官。当初は第28SS砲兵大隊に勤務していたが、後に第69SS擲弾兵連隊第II大隊第5中隊の小隊長となった。
1945年4月27日、プレンツラウ近郊のシェーンヴェルダー（Schönwerder）で繰り広げられた白兵戦の最中に戦死した。

«出典»
  - de Bruyne & Rikmenspoel 前掲書 p168, 205, 232
  - Axis History Forum - Foreign Volunteers & Collaboration - 28.SS-Freiw.Gren.Div."Wallonien" (wallon.Nr. 1)。
19. ↑  ウィリアム＝トーマス・ビューター（William-Thomas Bueter）：ワロニー部隊（第373ワロン歩兵大隊）に所属したアメリカ人義勇兵
1920年9月25日、アメリカ合衆国タレントン（Tarenton）生まれ（de Bruyne & Rikmenspoel 前掲書 p215 参照）。戦中および戦後の消息は不明。
20. ↑  ヤン（クット）・スェルゲン（Jean(Curt) Sjörgen）：ワロニー部隊（第373ワロン歩兵大隊）に所属したスウェーデン人義勇兵
文献によって情報が異なっているスウェーデン人義勇兵。
①ヤン・スェルゲン（Jean Sjörgen）。1917年、スウェーデン王国スコーネ県マルメ（Malmö）生まれ。後にブリュッセルに移住し、1941年8月8日、ワロニー部隊（第373ワロン歩兵大隊）に志願入隊（隊員番号455）、第1中隊に所属。1942年2月28日、グロモヴァヤ＝バルカで戦死した。
②クット・スェルゲン（Curt Sjörgen）。スウェーデン王国Håtuna出身。元スウェーデン軍伍長。ベルギーに移住し、レオン・デグレルのファシズム政治団体「クリストゥス・レックス」（レクシズム）の一員となった。「ドイツ軍第373歩兵連隊に加わったベルギー人義勇兵部隊であるワロニー部隊」（注：第373ワロン歩兵大隊）に参加し、1942年4月22日、ドニエプル川で戦死した。
«出典»

①Verlaine 前掲書 p346

②Lars Gyllenhaal, Lennart Westberg "Swedes at War: Willing Warriors of a Neutral Nation, 1914-1945"（THE ABERJONA PRESS, 2010）p311

## 文献

### 英語
- Léon Degrelle "Campaign in Russia: The Waffen SS on the Eastern Front" Crecy Books, 1985. ISBN 0-947554-04-1
- Richard Landwehr, Jean-Louis Roba, Ray Merriam "Wallonien: The History of the 5th SS-Sturmbrigade and 28th SS Volunteer Panzergrenadier Division" Merriam Press, 2007. ISBN 1-57638-088-2
- Douglas Nash "Hell's Gate: The Battle of the Cherkassy Pocket, January to February 1944" RZM, 2002. ISBN 978-0965758437
- Wilhelm Tieke "Tragedy of the Faithful: A History of III. (Germanisches) SS-Panzer-Korps" J.J. Fedorowicz Publishing, 2001. ISBN 0-921991-61-4
- Eddy de Bruyne & Marc Rikmenspoel "For Rex and for Belgium: Leon Degrelle and Walloon Political & Military Collaboration 1940-1945" Helion & Company, 2004. ISBN 1-87462232-9

### フランス語
- Théo Verlaine "La Légion Wallonie" Dorpsstraat 144, Belgium: De Krijger, 2006. ISBN 90-5868-149-1.
- Charles Trang "Dictionnaire de la Waffen-SS [Volume 3]" HEIMDAL, 2012. ISBN 978-2-84048-283-3
- Jean-Louis Roba "L'Honneur et la Fidélité" De Krijger, 2009. ISBN 90-72547-49-7

### ドイツ語
- Hans Werner Neulen　"An deutscher Seite: Internationale Freiwillige von Wehrmacht und Waffen-SS" München, deutschland: Universitas Verlag, 1985. ISBN 3-8004-1069-9
- Axel Urbanke "Endkampf: um das Reichsgebiet 1944-1945 Ostfront" Luftfahrtverlag-Start, 2009. ISBN 978-3-941437-02-9

### 日本語
- ダグラス・E. ナッシュ (著), Douglas E. Nash (原著), 斎木 伸生 (翻訳) 『チェルカッシィ包囲突破戦〈上〉―東部戦線、極寒の悪夢』（大日本絵画・2007年） ISBN 978-4499229487
- ダグラス・E. ナッシュ (著), Douglas E. Nash (原著), 斎木 伸生 (翻訳) 『チェルカッシィ包囲突破戦〈下〉―東部戦線、極寒の悪夢』（大日本絵画・2007年） ISBN 978-4499229494
- 渡部義之編 『【歴史群像】W.W.II 欧州戦史シリーズVol.18 武装SS全史II[膨張・壊滅編]』（学習研究社・2002年） ISBN 4-05-602643-2
- クリス・ビショップ（著）、中村安子・鈴木晃（訳） 『SS:HITLER'S FOREIGN DIVISIONS: 武装親衛隊外国人義勇兵師団 1940-1945』（リイド社・2007年） ISBN 978-4-8458-3316-0
- 山下英一郎 『制服の帝国: ナチスSSの組織と軍装』（彩流社・2010年） ISBN 978-4-7791-1497-7